# Атбасар
Атбаса́р (каз. Атбасар) — город поселкового типа в Акмолинской области Казахстана, центр одноимённого района. Расположен на правом берегу реки Жабай (приток реки Ишим), в 229 км к западу от столицы республики города Астаны и в 196 км к югу от областного центра города Кокшетау.

## География и рельеф
Географически Атбасар расположен на пересечении линии 51 градуса 49 минут северной широты и 68 градусов 21 минута восточной долготы, на высоте 290 м над уровнем моря (центр города) в западной части Акмолинской области, в центре северного Казахстана.

Стела при въезде в город

Характерный для окружающей местности рельеф — мелкосопочник, наряду с которым распространены холмисто-увалистые и плоско-равнинные пространства. Атбасар расположен на правом берегу реки Жабай (приток Ишима) в плодородной Ишимской долине. Поэтому край представлен богатой флорой и фауной. Ранней весной сюда прилетают гусь белолобый, гусь серый и поздней осенью улетают в теплые края на зимовку. Зимой остаются галки, куропатки, дрозды, снегири и другие птицы. В Атбасаре обитают самая большая уточка — баклан, самая маленькая утка чирок-трескунок, разнообразие водоплавающих птиц, гнездящихся возле рек и озёр, здесь можно увидеть утку серую, утку шилохвость, чайку, цаплю белую и серую, сову ушастую болотную, лысуху и других. Сюда даже залетают фламинго с Кургальджинского заповедника. Среди хищников, самым большим является волк. Есть большое разнообразие лис, а жертвой зачастую становится заяц-беляк. В степи можно встретить крупного грызуна — это сурок-байбак. В речке Жабайке можно встретить таких рыб, как карась, линь, чебак, карп и хищная рыба щука, язь, окунь и даже налим.
Атбасарский артезианский бассейн — артезианский бассейн на северо-западе Акмолинской области Казахстана, в центральной части Тенгизской впадины. Исследован в связи с освоением целинных и залежных земель в 1954-1960-х годах. Площадь 40 тысяч км². Подземные воды залегают в песчаниках и известняках карбона и перми на глубинах от 50 до 150 метров. В отдельных местах вода, фонтанируя, выходит на поверхность. Дебит каждой скважины от 100 до 1300 м³/сутки. Минерализация 1—3 г/л. Состав воды гидрокарбонатный и хлоридный. Общие запасы воды составляют около 10-12 млрд м³.
| С-З | Екатеринбург ~ 975 км Москва ~ 2522 км Санкт-Петербург ~ 3218 км Волхов ~ 3222 км Хельсинки ~ 3610 км | Балкашино ~ 90 км Кокшетау ~ 196 км Петропавловск ~ 376 км Омск ~ 749 км Тюмень ~ 818 км | Павлодар ~ 676 км Новосибирск ~ 1265 км Томск ~ 1501 км Стрежевой ~ 1744 км Красноярск ~ 2054 км | С-В |
| З   | Калуга ~ 2692 км Курск ~ 2764 км Жиздра ~ 2830 км Карлсруэ ~ 4828 км Париж ~ 5262 км                  | Роза ветров                                                                              | Астана ~ 256 км Иркутск ~ 3101 км Улан-Удэ ~ 3549 км Новый Ургал ~ 5687 км Владивосток ~ 7105 км | В   |
| Ю-З | Аркалык ~ 238 км Баку ~ 3080 км Севастополь ~ 3626 км Стамбул ~ 4623 км                               | Жезказган ~ 544 км Шымкент ~ 1412 км Ташкент ~ 1535 км Душанбе ~ 2012 км                 | Караганда ~ 475 км Алматы ~ 1503 км Талдыкорган ~ 1734 км Бишкек ~ 1738 км                       | Ю-В |

- Атбасар находится на одной широте с городами: Роттердам (Голландия), Мюнстер и Котбус (ФРГ), Лодзь (Польша), Хомутовка и Курск, Воронеж, Оренбург, Экибастуз, Белокуриха, Кызыл и обелиск «Центр Азии», Листвянка на озере Байкал, Улан-Удэ, Шилка и Нерчинск, Новый Ургал на БАМе, а также на одной широте с космодромом «Восточный» и южной частью полуострова Камчатка[4].[4].
- Один из районов на юго-западе города неофициально имеет такое же название, как и столица Великобритании — Лондон, который лежит на той же широте (51 °C. ш.), что и Атбасар, но имеет мягкий климат, как и во всей Западной Европе, который обусловлен воздействием тёплого океанического течения Гольфстрим. Зима в Лондоне такая же тёплая, как в городах севера субтропического пояса (например, Сочи), с абсолютным минимумом −16,6 °C, что на 1,3 градуса выше средней температуры января (-17,9 °C) в Атбасаре[4].
- В январе 1893 года в Атбасаре была зафиксирована самая низкая для Казахстана температура −57,0 °С[источник не указан 410 дней].

«Кровавая» луна в Атбасаре в ночь с 27 на 28 июля 2018 (01:25 по местному времени)

- С 1 марта 2024 года, после перевода страны на единый часовой пояс (UTC+5), истинный полдень в Атбасаре наступает в 12:26 (UTC+5), то есть расхождение действующего времени с местным средним солнечным временем составляет + 26 минут. Для сравнения истинный полдень наступает: в Усть-Каменогорске в 11:30, в Астане — 12:14, в Кокшетау — 12:22, в Костанае — 12:46 по местному поясному времени (действующему времени). До перехода страны на один часовой пояс (UTC+5) расхождение действующего времени с местным средним солнечным временем было больше ровно на час.
- Последнее полное солнечное затмение можно было наблюдать в Атбасаре 31 июля 1981 года и 29 марта 2006 года.
- Последнее полное лунное затмение произошло в Атбасаре в ночь с 27 на 28 июля 2018 года.
- Кольцеобразное солнечное затмение можно будет наблюдать в Атбасаре 1 июня 2030 года.
- Следующие полные солнечные затмения можно будет наблюдать на территории Казахстана 11 июня 2048 года (Актау), 30 апреля 2060 года (Шымкент) и 20 апреля 2061 года (Уральск, Актобе).
- Ближайшее к Атбасару землетрясение: 436.03 км к югу от Атбасара, которое произошло 4 апреля 2023 в 23:05.

## История

Герб Атбасара 1858 г.

Основан в 1845 году как казачья станица Атбасарская Российской империи.

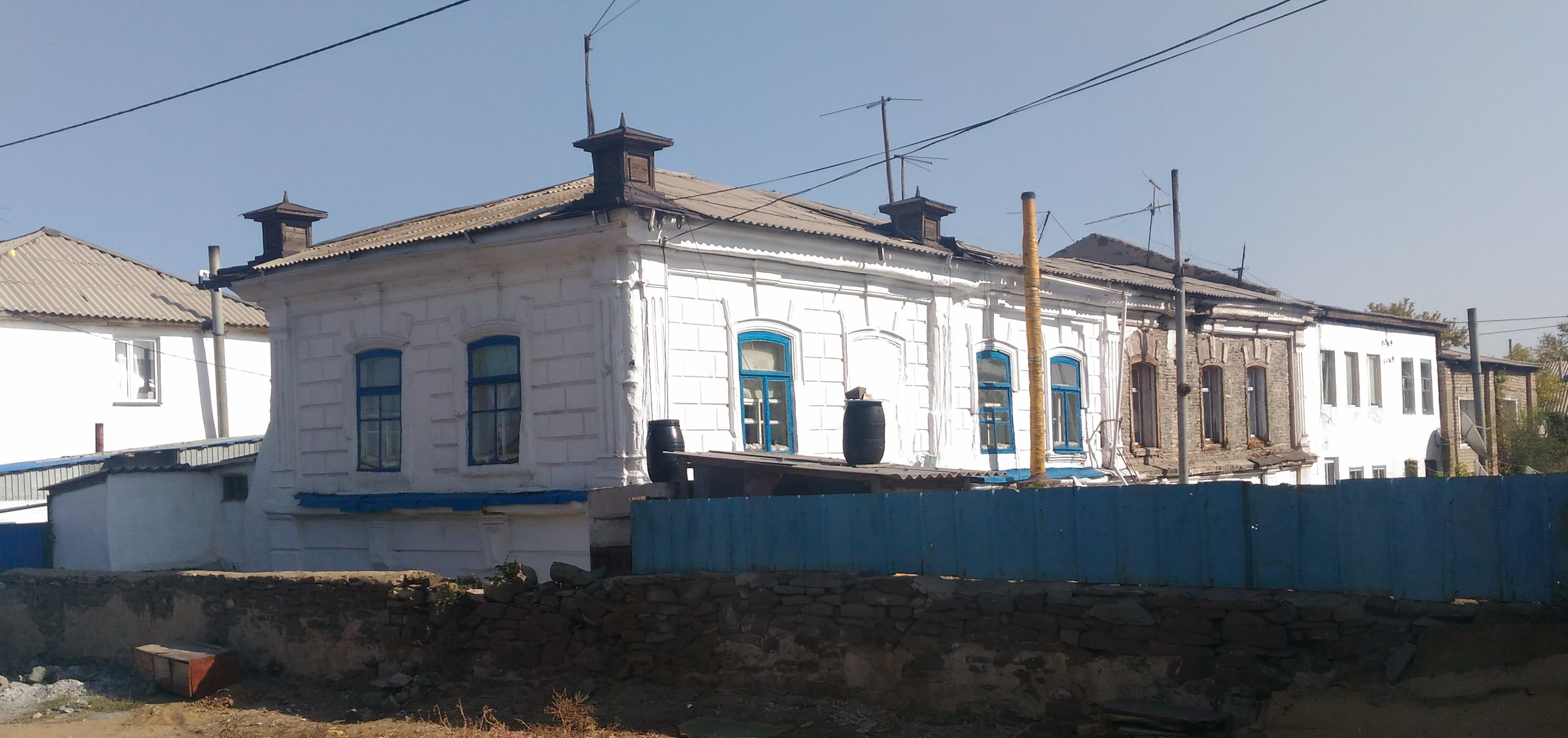
Атбасар, жилой дом купца С. Белова

Предыстория основания Атбасара связана с постройкой пограничного поста (пикета) во второй половине 1830-х годов на почтовом тракте Кокчетав — Акмола, у слияния рек Атбасарка (старое название р. Жабай) и Керегетас. Пост был окружён земляным валом и рвом с водой. На посту располагался небольшой отряд казаков, который нёс почтовую службу и охранял торговые караваны, двигавшиеся из Средней Азии в Петропавловск и Омск. Начавшееся в 1837 году восстание Кенесары Касымова послужило поводом для усиления поста казачьими войсками.
Первые упоминания об Атбасаре появились в 30-х годах девятнадцатого века. У слияния рек Атбасарка и Керегетас был построен пограничный пункт № 96, через 10 лет он был преобразован в Атбасарское укрепление № 89, осуществляющее связь между Акмолой и Кокшетау. С годами вследствие того, что оно находилось в центре караванных путей, роль его возрастает и усиливается.
В 1843 году генерал — губернатор Западной Сибири Горчаков предложил построить вместо укреплённого пункта станицу Атбасарскую. В марте того же года предложение губернатора было одобрено Николаем I. Данный укреплённый пункт постоянно затапливало паводковыми водами, поэтому при строительстве станицы пришлось отступить на три версты к юго-западу от первоначального места. Весной 1845 года на место строительства новой станицы прибыла команда мастеровых строительных рабочих из 29 человек во главе с урядником второго класса Василием Фураевым. Первое жалование строители получили 6 июня 1845 года. Это дата и является началом летоисчисления Атбасара (хотя в литературе часто указывается 1846 — дата торжественного открытия уже основанной станицы). К осени 1845 года в станицу переселились 413 казаков Сибирского казачьего войска. Среди первых её жителей были Пётр и Яков Бородины, Василий Уткин, Арап, Егор и Иван Копотиловы, Ефрем Катанаев, Михей и Никита Безъязыковы, Сергей Черепанов со своими семьями.
Название города связано с названием реки и окружающей местности. Атбасар возник на пересечении караванных и скотопрогонных дорог, по которым перегонялись огромные табуны лошадей и другой скот. Это было известное место торговли скотом — «ат базар», то есть конский базар; по одной из версий, слово «атбасар» происходит от казахских слов «ат»-лошадь и «басар»-топтать.
Первоначальным ядром в сложившейся планировочной структуре существующего ныне Атбасара является казачья станица. Станица была расположена на правом высоком берегу р. Жабай, имела компактное в плане очертание. Застройка велась в западную сторону от реки по генеральному плану, разработанному Омским инженерным управлением. Как и все казачьи станицы имела строго регулярную планировку с мелкими кварталами и прямоугольной сеткой улиц: восемь улиц, параллельных береговой полосе, и двенадцать перпендикулярных им улочек. В центре станицы на площади находилась Знаменская церковь (1854). Казарма, полковые конюшни, цейхгауз, гауптвахта, провиантский магазин размещались в укреплённой части станицы, среди жилой постройки — станичные, служебно-административные здания и прочие постройки. Названия улиц станицы указывали на их месторасположение: Центральная (позже К. Маркса, Бегельдинова), Казарменная (Урицкого, Достык), Казначейская (Р. Люксембург, Атбасарская), Колодезная (Володарского, К. Мукушева), Набережная (В. Ленина, Победы), Непроезжая и др.

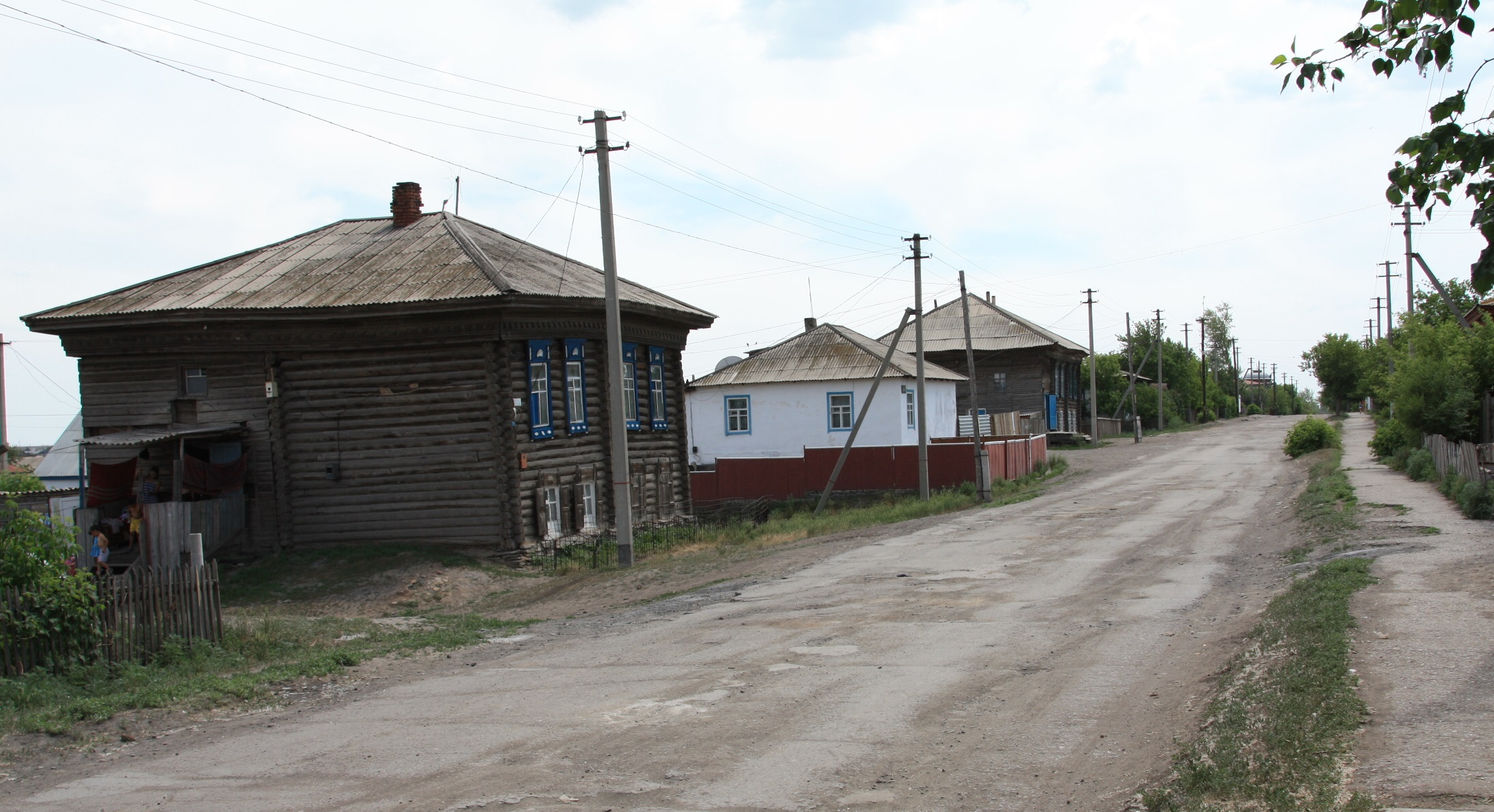
Жилые дома кон. XIX-нач. XX на ул. Победы (Набережная, Ленина)

В 1859 году в станице имелось всё необходимое для нормального обустройства переселенцев: полковой дом с флигелем, кухней, людской, конюшней, завозней и амбаром с ледником, офицерская школа первой и второй сотен, караульные дома, аммуничья, цейхгауз, дом для обер-офицеров, пороховой и пожарный погреба. В новой казачьей станице большую заботу проявляли о лошадях, имелись конюшни для строевых и почтовых лошадей, конный лазарет, манеж. Из двух построенных магазинов один принадлежал провиантскому ведомству, а другой — Сибирскому линейному казачьему войску. Имелось в станице и питейное заведение — винный подвал. К гражданскому ведомству относился только заложенный артиллерийский парк. Недалеко за частными домами были размещены мусульманское и православное кладбища. В начале 1860-х в станице насчитывалось 206 дворов, население составляло 1557 человек. Построена мечеть, появляются новые по функциональному назначению здания: одноклассное училище, казахские мужская и женская школы, почтово-телеграфная контора, метеостанция. Развивались кустарные предприятия по переработке продуктов животноводства и торговля: салотопенный завод, паровая, пять ветряных и две водяных мельницы, три кузницы, 29 лавок. Станица расширялась в северном, вдоль речки, и западном направлениях.
Значение станицы Атбасарской, как военного опорного поста, возрастало и уже в пятидесятых годах сюда был перенесён окружной приказ Аманкарагайского округа. Однако с завоеванием Российской империей среднеазиатских государств станица утратила роль приграничной крепости и в 1879 году получила статус города. Атбасар стал уездным центром одноимённого уезда.

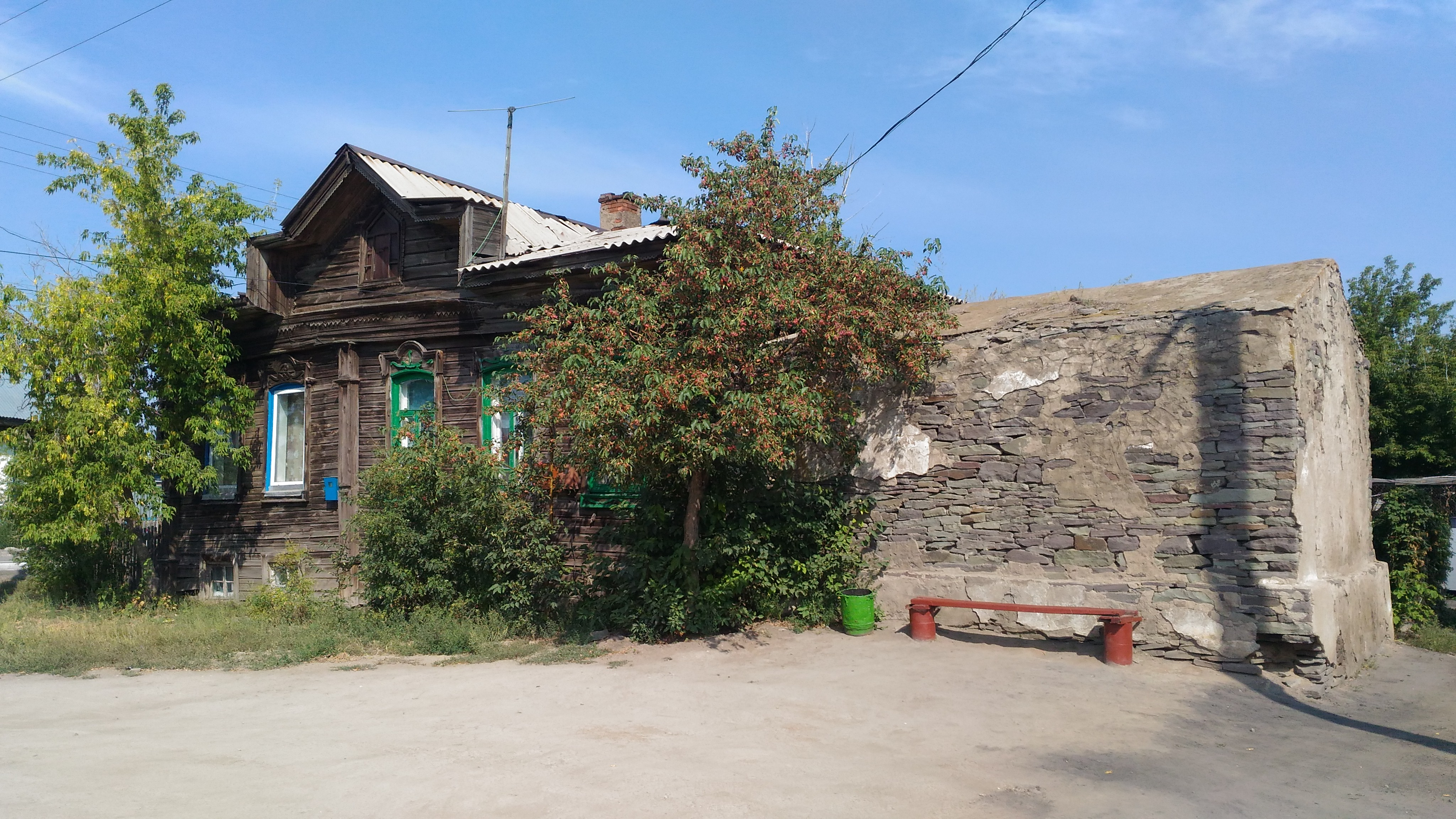
Атбасар, жилой дом конца XIX века

В XIX веке был известен летней Петровской ярмаркой (с 10 июня по 5 июля). Пользуясь выгодами степного положения и близостью к населённым пунктам Акмолинской области, Атбасарская ярмарка с каждым годом приобретает всё большее значение, привлекая к себе торговцев не только из Тобольской, Оренбургской и Пермской губерний, но и из более отдалённой Бухары. Главными предметами на ярмарке служили скот и продукты скотоводства.
Атбасар в ЭСБЕ
В конце XIX — начале XX века на страницах Энциклопедического словаря Брокгауза и Ефрона Атбасарская станица была описана следующим образом:
Атбасарская станица — при речке Атбасарке, по Петропавловско-Акмолинскому почтовому тракту. Уездное городское поселение Атбасарского уезда Акмолинской обл. Дворов 206, жит. об. п. 1557. Деревянная православная церковь, мечеть, уездное и станичное правление, оружейный склад, городское одноклассное училище, станичная женская школа, казахские (киргизские) мужские и женские школы, приёмный покой, почтово-телеграфная контора, почтовая станция, салотопенный завод, 29 лавок, 3 кузницы, 2 ярмарки в году.
Атбасарский уезд (до 1878 г. Сарысуйский) Акмолинской области, пространство 118 630 кв. верст, в том числе земли казённой, казачьей и частновладельческой — 412 кв. вер., киргизской — 118218 кв. версты. Населённых мест — 8, со включением Атбасарской станицы, киргизских аулов — 5 5; жителей — 64 106, из них городск. сословия — 1557, казачьего — 99, крестьян — 81 и киргизов — 61 769.

Жилой дом кон. XIX-нач. XX на ул. Атбасарской (бывшая Казначейская)

Скотоводство в Атбасарском у. составляет главное занятие кочевого населения. По сведениям 1882 г., в Атбасарск. у. было всякого рода скота, включая и лошадей, 4418 голов у оседлого населения (1,9 головы на одного жит.) и 535 075 голов у кочевого населения (8,6 гол. на 1 жит.). Из диких представителей фауны, свойственных исключительно Атбасарскому уезду, нужно отметить серого фазана (Crossoptilon auritus), встречающегося в южной части уезда. В уезде ярмарка с 15 мая по 15 июня (Бакчентайская, на уроч. Джаныкской).
Кроме этой статьи в ЭСБЕ имеется статья под названием Атбасар.
На рубеже XIX—XX веков Атбасар имел типичный для степных районов облик городка, выросшего из казачьей станицы. Городское благоустройство отсутствовало. Застройка была в основном деревянной. В центре размещались капитальные постройки станичного и городского уездного управлений, жилые и торговые дома купечества. Каждый квартал включал в себя четыре дома с Жилые дома зажиточного населения возводились из дерева, с крестообразной планировкой из четырёх комнат, под железной или тесовой кровлей. Дворы с хозяйственными постройками обносились оградой. Некоторые дома были выстроены с каменными полуподвалами. В декоре фасадов использовались характерные элементы деревянного зодчества: резные детали карнизов, наличников, ворот и ставней. Большинство жителей ограничивалось строительством пятистенка — двухкомнатного дома. В панораме застройки доминировали крупные сооружения: церкви, общественные здания — гимназия, Народный дом и др. Православные церкви представляли собой высокие деревянные сооружения, основу которых составлял ярусный тип русского храма с трёхчастной структурой плана и многогранной колокольней. Колокольня и кровли завершались небольшими главками.

Атбасар

К началу XX века в городе было уже три церкви, городское и русско-казахское четырёхклассное училища, женская школа, татарская школа, библиотека, аптека, медицинский приёмный пункт. Промышленность была представлена кустарными и полукустарными предприятиями: три салотопенных завода, кирпичный завод, несколько мелких кожевенных заводов, скотобойня. Имелось два больших склада орудий, мукомольная и две водяных мельницы. В окрестностях размещались низшая сельскохозяйственная школа и конский завод султана Мейрама.
В 1913 году в уезде было 5 волостей и 1 станица: Знаменская, Кийминская, Мариинская, Покровская, Сергеевская волости и станица Атбасарская. К 1914 году численность населения Атбасара составляла 3870 человек.
До революции в Атбасарском уезде производительные силы были слабо развиты, функционировала паровая мукомольная мельница, а также несколько мелких кожевенных и салотопленных заводов. Три раза в год проводились ярмарки-продажи, где сбывалось огромное количество крупного и мелкого скота, лошадей, разного сырья и материалов.
К началу 20-х годов в Атбасарском уезде насчитывалось 9 промышленных предприятий, из них 7 в городе и 2 в селах. В 1928 году на территории Казахстана Автономной Республики создаются новые районы. Постановлением ВЦИК от 17 января 1928 года был ликвидирован Атбасарский уезд и 28 сентября образован Атбасарский район в составе Акмолинского округа из Атбасарской, Тас-Уткульской и части Карагандинской волостей Атбасарского уезда с административным центром в г. Атбасаре. При образовании в 1932 году Карагандинской области район входил в её состав, а в 1936 году был передан в состав Северо-Казахстанской области.

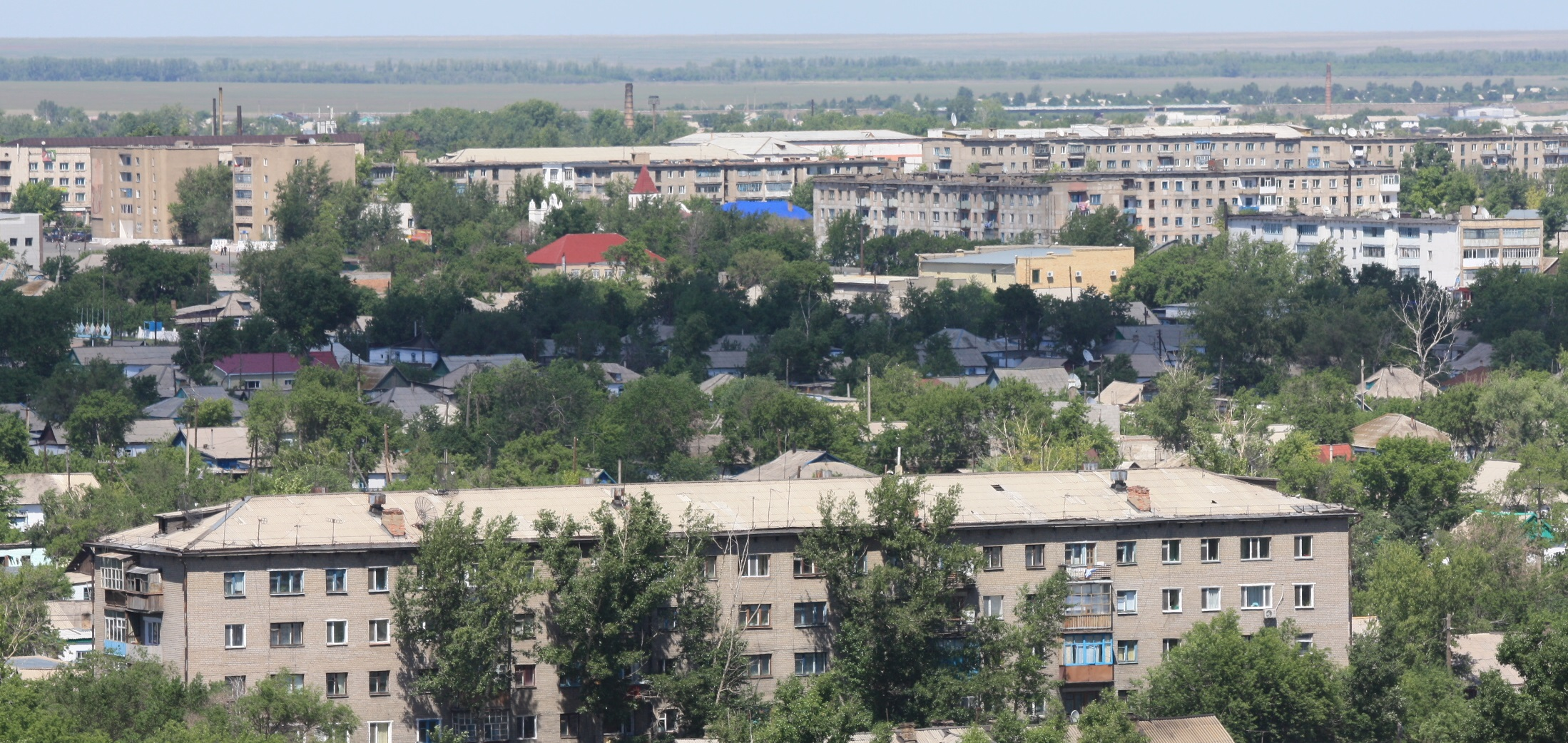
Панорама города

Указом Президиума Верховного Совета СССР от 14 октября 1939 года была образована Акмолинская область, за счёт части территории Карагандинской и Северо-Казахстанской областей с центром в г. Акмолинске. С образованием Акмолинской области Атбасар был включён в неё.
Большое значение для экономики города имело строительство в 1939—1943 годах железной дороги Акмолинск — Карталы, связавшей Атбасар с Карагандинским угольным бассейном, Уралом и другими экономическими центрами страны.
Освоение целинных и залежных земель в 1954—1958 также способствовало дальнейшему росту и развитию экономики города. Особенно это коснулось пищевой промышленности и стройиндустрии. В Атбасаре действовали комбинат хлебопродуктов, два хлебозавода, сыродельный и мясокомбинаты, маслозавод, элеватор, крупные автобазы, каменно-щебёночный карьер, комбинаты железобетонных конструкций и керамзитобетонных изделий. Атбасар становится одним из крупных агропромышленных центров области и важнейшим ж.-д. пунктом по вывозу зерна и хлебопродуктов.
Атбасар неоднократно упоминается в мемуарах Л. И. Брежнева «Целина»: «…Из Кустаная я отправился в поездку по целинным областям, районам, совхозам, где всюду шёл сев. На станциях Есиль и Атбасар застал в буквальном смысле столпотворение. Пропускная их способность была совершенно несоразмерна количеству поступающих грузов… Множество грузов прибывало и в районный центр Атбасар. Старинный, пыльный, открытый всем ветрам городишко с низкими домами и чахлой зеленью принимал эшелоны с техникой, лесом, цементом, деталями домов, полевыми вагончиками, металлом, бензином, семенами, продовольствием и товарами — принимал не только для собственных целинных хозяйств, но и для трёх смежных районов. На разгрузку эшелонов было мобилизовано всё население городка…» «… жил, трудился в самом что ни на есть тихом городке, заброшенном в глухой, опалённой солнцем степи, и жизнь эта текла тоже тихим, размеренным ходом. Но вот наступил 1954 год, и городок оказался в эпицентре целинных дел, на виду у всей страны…»
В 1954 году было начато строительство сети узкоколейных железных дорог Атбасар — Бараккуль (в дальнейшем продлено до Шантобе) и Атбасар — Краснознаменская. В 1955 построены вторые железнодорожные пути на основном направлении Акмолинск — Карталы. В начале 1960-х гг. на дороге осуществлён переход с паровозной на тепловозную тягу, начаты работы по электрификации: линия Целиноград — Атбасар — Тобол (1968).

Главная городская площадь

С 26 декабря 1960 года Атбасар вошёл в состав Целинного края, образованного из пяти северных областей Казахской ССР. По инициативе Н. С. Хрущёва рассматривался вопрос о передаче Целинного края в состав РСФСР. Однако, с приходом к власти Л. И. Брежнева и возвращением на пост первого секретаря ЦК КП Казахстана Д. А. Кунаева, этот вопрос был снят, а 19 октября 1965 года Целинный край был упразднён. 9 июля 1962 года Атбасар получил статус города областного подчинения.
С середины 1960-х годов временно с ростом крупных предприятий развернулось и жилищное строительство. Атбасар продолжал развиваться в западном и южном направлении. Строительство велось по типовым проектам.
В конце 1970-х — начале 1980-х к юго-западу от старой части города, между улицами Школьная (Валиханова) и Луки Белаш, формируются новый общественный центр, главная городская площадь. По периметру площадь застраивается многоэтажными зданиями современной архитектуры: райком, универмаг, гостиница, жилые дома. Улицы в старой части города расширяются и благоустраиваются, превращаясь в улицы общегородского значения: ул. Ленина, Ирченко, К.Либкнехта, Школьная и др. Были построены новые здания общественного назначения, культурно-бытового обслуживания, торговли, современные здания школ и детских дошкольных учреждений. На левобережье р. Жабай предполагалось создание общегородского спорткомплекса.
С конца 1980-х годов началась эмиграция немцев, после 1991 года — славянского населения. Привычной картиной для города стали остановка предприятий, заброшенные частные и многоэтажные дома даже на центральной площади и главных улицах. Инфраструктура и коммунальное хозяйство — в плачевном состоянии. Только считанные улицы города убираются от снега и мусора. Дороги превратились в полосу препятствий, преодолевая которую, автомобилисты лавируют между выбоинами на асфальте, постоянно выезжая на встречную полосу движения. По причине практически полного отсутствия тротуаров пешеходы вынуждены выходить на проезжую часть, подвергая свою жизнь опасности. В тёмное время суток население использует карманные фонарики для освещения дороги. По непонятным причинам вырубаются парки и скверы. Появились многочисленные дукены (небольшие магазины), частные гостиницы и дешёвые закусочные. На месте небольшого базара на привокзальной площади вырос рынок «Ширак», который местные власти несколько раз безуспешно пытались закрыть.
В XXI веке город испытал несколько разрушающих наводнений, для пострадавших от стихии жителей власти построили несколько многоквартирных домов 

## Климат
Климат города — резко континентальный, что связано с большим удалением на материке от океанов и обуславливает большие амплитуды в годовом и суточном ходе температуры. Средняя годовая температура воздуха +1,3 °C. Внутригодовой ход температуры воздуха характеризуется устойчивыми сильными морозами в зимний период, интенсивным нарастанием тепла в короткий весенний сезон и частой жарой в течение лета. Средняя многолетняя температура воздуха января, самого холодного месяца, составляет −17,9 °C, практически ежегодно зимой температура опускается до-35 °C - −40 °C, в отдельные годы и ниже, средняя многолетняя температура июля, самого жаркого месяца, составляет +20,2 °C, максимально до + 41,6 °C. Таким образом, амплитуда колебаний теипературы воздуха составляет около 40 °C, абсолютная амплитуда колебаний температуры превышает 90 °C. Средняя суточная амплитуда t° наиболее холодного месяца (января) 9,6 °C. Средняя суточная амплитуда t° наиболее тёплого месяца (июля) 14,1 °C. Продолжительность периода со средней t°воздуха ≤0 °C (климатическая зима) составляет 165 суток. Продолжительность периода со средней t° ≤8 °C — 215 суток. Продолжительность периода со средней t° ≤10 °C — 229 суток. Продолжительность периода со средней t° >15 °C (климатическое лето) — 100 суток.
Средняя дата перехода температуры через 0 °C (наступление климатической весны) — 8 апреля, через >5 °C — 16 апреля, через >10 °C — 30 апреля. Средняя дата перехода температуры через >15 °C (наступление климатического лета) — 25 мая. Средняя дата перехода температуры через <15 °C (наступление климатической осени) — 2 сентября. Средняя дата перехода температуры через −0 °C (наступление климатической зимы) — 25 октября. В последние годы, из-за потепления климата, средние даты перехода температуры сдвинулись на несколько дней в сторону увеличения теплого сезона (весны и лета).
Преобладающее направление ветра юго-западное и западное, особенно в зимний период, летом возрастает повторяемость ветров с северной составляющей, средняя скорость ветра 4,5—5,5 м/с. Максимальная из средних скоростей ветра по румбам за январь 7,8 м/с. Преобладающее направление ветра за июнь-август — СЗ. Солнечных дней много, количество солнечного тепла, получаемого летом землёй, почти столь же велико, как и в тропиках. Облачность незначительна.
Среднее многолетнее количество осадков составляет около 300 мм с резкими колебаниями по годам (от 129 до 584 мм). Две трети осадков выпадает во время теплого периода (максимум их приходится на июнь-июль, минимум — на февраль-март). Количество осадков за ноябрь-март 92 мм. Количество осадков за апрель-октябрь 218 мм. Снежный покров устанавливается обычно в начале ноября, удерживается в среднем 150 дней, тает в первой половине апреля, средняя высота достигает 25—35 см, в многоснежные годы до 50-60 см. Резко недостаточная увлажнённость проявляется не только в малом количестве, но и в низкой влажности воздуха. Наименьшая влажность наблюдается в летние месяцы (40—45 %), наибольшая в зимние месяцы (55—60 %).
Зима холодная и продолжительная (5 месяцев) с устойчивыми снежными покровами. Лето короткое (около 3,5 месяцев), умеренно-жаркое. Весна и осень выражены слабо. Неблагоприятной особенностью климата является наличие поздневесенних (майских) и раннеосенних (сентябрьских) заморозков. Редко (1-2 раза в 15-20 лет) случаются ночные заморозки в начале июня или конце августа. В последние годы участились оттепели в зимние месяцы, что связано с общим потеплением климата.
| Климатические сезоны в Атбасаре                       | Климатические сезоны в Атбасаре | Климатические сезоны в Атбасаре | Климатические сезоны в Атбасаре | Климатические сезоны в Атбасаре |
| Название сезона                                       | Зима                            | Весна                           | Лето                            | Осень                           |
| ----------------------------------------------------- | ------------------------------- | ------------------------------- | ------------------------------- | ------------------------------- |
| Средняя дата начала сезона                            | 25 октября                      | 8 апреля                        | 25 мая                          | 2 сентября                      |
| Количество дней в сезоне                              | 165                             | 47                              | 100                             | 53                              |
| Относительная длительность сезона (в % от всего года) | 45                              | 13                              | 27                              | 15                              |

В последние годы, из-за потепления климата, средние даты перехода температуры сдвинулись на несколько дней в сторону увеличения теплого сезона (весны и лета).
| Климатические сезоны в Атбасаре за последние 10 лет   | Климатические сезоны в Атбасаре за последние 10 лет | Климатические сезоны в Атбасаре за последние 10 лет | Климатические сезоны в Атбасаре за последние 10 лет | Климатические сезоны в Атбасаре за последние 10 лет |
| Название сезона                                       | Зима                                                | Весна                                               | Лето                                                | Осень                                               |
| ----------------------------------------------------- | --------------------------------------------------- | --------------------------------------------------- | --------------------------------------------------- | --------------------------------------------------- |
| Средняя дата начала сезона                            | 5 ноября                                            | 1 апреля                                            | 21 мая                                              | 11 сентября                                         |
| Количество дней в сезоне                              | 147                                                 | 50                                                  | 113                                                 | 55                                                  |
| Относительная длительность сезона (в % от всего года) | 40                                                  | 14                                                  | 31                                                  | 15                                                  |

- Самая низкая температура (абсолютный минимум) в Казахстане была зарегистрирована в городе Атбасар Акмолинской области в январе 1893 года — −57,0 °C.  Средняя температура января 1893 года −30,1 °C — второй самый холодный месяц в Атбасаре после января 1969 года за всё время наблюдения.
- Январь 1969 года со средней температурой −31,7 °C был самым холодным за всё время наблюдения. Особенно суровой была вторая половина месяца — в период с 17 по 29 января максимальная дневная температура колебалась от — 28,8 °C до −36,1 °C, минимальная ночная температура опускалась до −42,9 °C.
- Крайний раз температура в Атбасаре опускалась ниже −40 °C 2 февраля (-42,6 °C) и 16 декабря (-40,9 °C) 2012 года. До этого 22 января (-41,5 °C), 25 января 2006 года (-42,0 °C) и 15 января 2008 года (-42,6 °C).
- Крайний раз температура в Атбасаре поднималась выше +40 °C 12 июля 2023 года (+41,2 °C).
- 16 июня 1999 года температура в Атбасаре снизилась до −1,3 °C. 1 июня 1985 года и 7 июня 1986 года температура рекордно опустилась до −4,1 °C. 2 июня 2002 года температура снизилась до −0,9 °C.
- Если бы Атбасар был столицей государства, то он бы был второй самой холодной столицей в мире после Улан-Батора.

```
 Экстремальные значения температур за период с 2000 по 2023 годы:
```

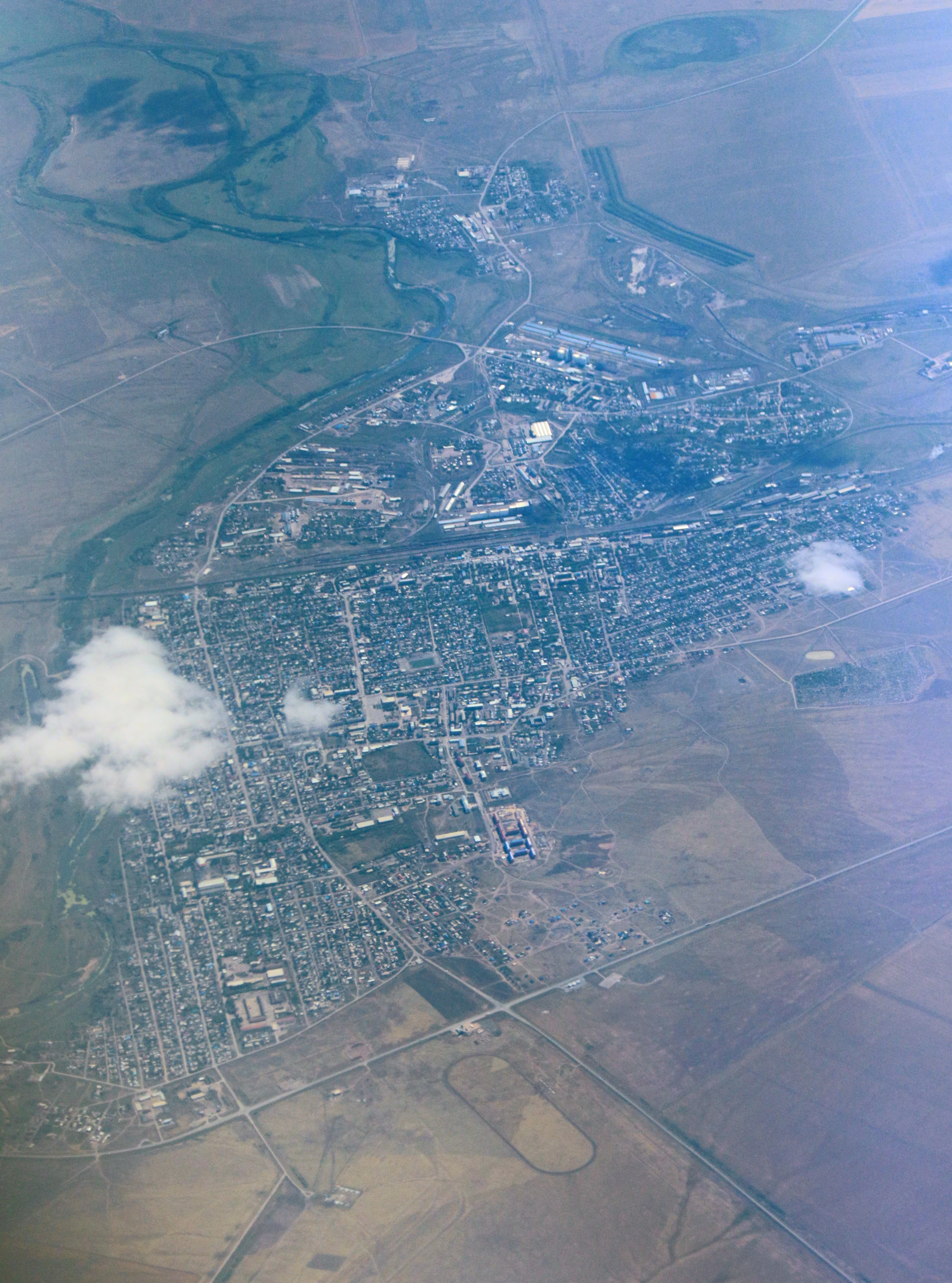
Атбасар, вид из самолёта, рейс Аэрофлота SU-1963 Астана-Москва 8 августа 2019 года

- Лето 2001 года было самым холодным за период наблюдения 2000—2019 г. со средней температурой с 1 июня по 31 августа 2001 года +17,6 °C.
- Последующая зима 2001/2002 г. была самой теплой за тот же период со средней температурой с декабря по февраль −9,8 °C.
- 2012 год стал рекордным по количеству экстремальных значений:
- Зима 2011/2012 года была самой холодной за 20 лет со средней температурой −21,8 °C.
- Апрель 2012 года был самым теплым за 2000-2020 годы со средней температурой +10,1 °C. Апрель 2025 года стал самым теплым за всё время наблюдения со средней температурой +10,9 °C.
- Июль 2012 года стал самым теплым за период 2000—2019 г. со средней температурой +22,8 °C.
- Самое жаркое лето 2012 года со средней температурой +21,0 °C.
- Самое резкое похолодание — ноябрь (-4,7 °C)- декабрь (-22,8 °C) 2012 года (разница средних месячных температур −18,1 °C).
- Декабрь 2012 года со средней температурой −22,8 °C был самым холодным за 20 лет. В течение недели (с 13 по 19 число) максимальные дневные температуры составляли −30 °C-36 °C, ночные опускались ниже −40 °C.
- Декабрь 2015 года со средней температурой −5,3 °C был самым тёплым за всё время наблюдения, а также почти на 2 градуса теплее (!) ноября этого же года, что кажется невероятным для городов с резко континентальным климатом.
- Самое резкое похолодание с переходом через −0 °C — октябрь (7,0 °C)-ноябрь (-10,0 °C) 2019 года (разница средних месячных температур −17 °C).
- Самое резкое потепление — март (-10,7 °C) — апрель (8,1 °C) 2022 года (разница средних месячных температур 18,8 °C).
- В 2014 году произошло одно из самых больших наводнений в истории Атбасара. Из-за резкого потепления 8—9 апреля до +14 °C степные талые воды интенсивно хлынули в р. Жабай, где ещё не растаял лёд, и подтопили 559 домов на 12 улицах города.
- 17—18 апреля 2017 года в Атбасаре из-за высокого уровня воды (6,1 метра при критическом в 3,45), дождя и ветра, создающего волну, в 5 местах (в районах Ремзаводского лога, улицы Ибаррури 5, Челюскина 36, п. Заречное, Майская дамба) была размыта насыпная утрамбованная защитная дамба длинной около 15 км и высотой до 7 метров. Подтоплению подверглись около 600 домов, а также здание средней школы № 1. Эвакуированы 1374 человека. Уровень воды поднялся на 2,6 метра выше критического и на 80 сантиметров превысил уровень наводнения 2014 года. Такого паводка в Атбасаре не видели с 1964 года[9].
- Самый теплый год — 2020 со средней годовой температурой +4,3 °C.
- Май 2021 года со средней температурой +17,6 °C — самый теплый за всё время наблюдения.
- Начало сентября 2022 года было удивительно жарким: 3 сентября температура достигла максимального значения +36,1 °C, что является рекордом для сентября за все время наблюдения.
- Сентябрь 2022 года стал одним из самых экстремальных по колебаниям температуры воздуха в течение месяца: от +36,1 °C (3 сентября) и выше +30 °C (24 и 25 числа) до −9,1 °C (29 сентября) — амплитуда 45,2 °C.
- 8 января 2023 года одно из самых резких снижения температуры воздуха с +0,5 °C до −28 °C за 12 часов. Падение температуры воздуха сопровождалось бураном с сильным ветром скоростью до 20 м/с. В дальнейшем температура воздуха ещё больше снизилась до −38 °C, хоть и не такой высокой скоростью.
- Ноябрь 2023 года со средней температурой +1,4 °C — самый теплый за всё время наблюдения. Климатическая зима 2023/2024 с постоянным снежным покровом наступила только 6 декабря (более чем на месяц позже среднестатистической даты).
- Апрель 2025 года стал самым теплым за всё время наблюдения со средней температурой +10,9 °C

| Показатель                    | Янв.  | Фев.  | Март  | Апр.  | Май  | Июнь | Июль | Авг. | Сен. | Окт.  | Нояб. | Дек.  | Год  |
| ----------------------------- | ----- | ----- | ----- | ----- | ---- | ---- | ---- | ---- | ---- | ----- | ----- | ----- | ---- |
| Абсолютный максимум, °C       | 2,4   | 3,3   | 17,4  | 30,5  | 35,8 | 39,6 | 41,6 | 40,0 | 36,1 | 27,2  | 15,9  | 3,7   | 41,6 |
| Средний суточный максимум, °C | −14,4 | −13,2 | −6,6  | 9,2   | 19,7 | 25,4 | 26,9 | 24,7 | 18,5 | 7,9   | −4,2  | −11,5 | 6,9  |
| Средняя температура, °C       | −17,9 | −17,5 | −11   | 3,1   | 12,5 | 18,2 | 20,2 | 17,5 | 11,4 | 2,3   | −7,6  | −14,7 | 1,3  |
| Средний суточный минимум, °C  | −21,9 | −21,7 | −15,4 | −2,9  | 5,2  | 11,1 | 13,4 | 10,3 | 4,2  | −3,1  | −11   | −18,5 | −4,2 |
| Абсолютный минимум, °C        | −57   | −43,1 | −39,1 | −27,5 | −11  | −4,1 | 3,0  | −5,4 | −9,1 | −23,8 | −36,4 | −43,5 | −57  |
| Норма осадков, мм             | 20    | 14    | 15    | 20    | 31   | 35   | 48   | 35   | 23   | 26    | 23    | 20    | 310  |
| Источник:                     |       |       |       |       |      |      |      |      |      |       |       |       |      |

| Показатель              | Янв.  | Фев.  | Март | Апр. | Май  | Июнь | Июль | Авг. | Сен. | Окт. | Нояб. | Дек.  | Год   |
| ----------------------- | ----- | ----- | ---- | ---- | ---- | ---- | ---- | ---- | ---- | ---- | ----- | ----- | ----- |
| Средняя температура, °C | −17,3 | −17,2 | −9,9 | 3,9  | 12,7 | 18,5 | 20,5 | 17,3 | 11,5 | 2,2  | −6,9  | −13,8 | 1,8   |
| Норма осадков, мм       | 21,7  | 14,3  | 15,1 | 21,5 | 31,2 | 30,7 | 46,0 | 31,7 | 24,3 | 27,3 | 23,8  | 20,6  | 308,2 |
| Источник:               |       |       |      |      |      |      |      |      |      |      |       |       |       |

| Показатель                        | Янв.  | Фев.  | Март  | Апр. | Май  | Июнь | Июль | Авг. | Сен. | Окт. | Нояб. | Дек.  | Год  |
| --------------------------------- | ----- | ----- | ----- | ---- | ---- | ---- | ---- | ---- | ---- | ---- | ----- | ----- | ---- |
| Средний суточный максимум, °C     | −14   | −12,1 | −2,8  | 11,5 | 21,0 | 25,9 | 26,2 | 25,7 | 19,5 | 10,0 | −1,5  | −10,9 | 8,2  |
| Средняя температура, °C           | −17,5 | −16,4 | −7,2  | 5,4  | 13,8 | 18,7 | 19,5 | 18,5 | 12,4 | 4,4  | −4,8  | −14,1 | 2,7  |
| Средний суточный минимум, °C      | −21,5 | −20,8 | −11,6 | −0,7 | 6,5  | 11,6 | 12,7 | 11,3 | 5,2  | −1,1 | −8,2  | −17,9 | −2,9 |
| Источник: www.weatheronline.co.uk |       |       |       |      |      |      |      |      |      |      |       |       |      |

Атбасар имеет достаточно сложный тип климата. На климат влияет широта города, равная 51 градусу 49 минутам северной широты, большая удалённость от океана (резко континентальный климат), нахождение на высоте около 300 метров над уровнем моря (влияет высотная поясность). Высота над уровнем моря понижает температуру примерно на 2 градуса (температура воздуха падает на 0,6 градуса каждые 100 м высоты) по сравнению с той, которая наблюдалась бы при нахождении на уровне моря и убыстряет ночное выхолаживание воздуха. Зимой в город стекается холодный воздух, так как он находится в небольшой котловине (долине реки Жабай). Ночью холодный воздух стекает с высоких мест в долину. Это явление связано со стремлением холодного воздуха занять самые низкие участки земной поверхности, так как он тяжелее теплого.
| Показатель              | Янв.  | Фев.  | Март | Апр. | Май  | Июнь | Июль | Авг. | Сен. | Окт. | Нояб. | Дек.  | Год |
| ----------------------- | ----- | ----- | ---- | ---- | ---- | ---- | ---- | ---- | ---- | ---- | ----- | ----- | --- |
| Средняя температура, °C | −17,6 | −16,4 | −7,3 | 5,3  | 13,9 | 18,8 | 19,4 | 18,4 | 12,3 | 4,4  | −4,9  | −13,9 | 2,7 |
| Источник:               |       |       |      |      |      |      |      |      |      |      |       |       |     |

| Показатель              | Янв.  | Фев. | Март | Апр. | Май  | Июнь | Июль | Авг. | Сен. | Окт. | Нояб. | Дек. | Год |
| ----------------------- | ----- | ---- | ---- | ---- | ---- | ---- | ---- | ---- | ---- | ---- | ----- | ---- | --- |
| Средняя температура, °C | −15,2 | −14  | −4,6 | 5,4  | 13,6 | 18,6 | 19,1 | 17,9 | 12,3 | 4,8  | −3,9  | −12  | 3,5 |
| Источник:               |       |      |      |      |      |      |      |      |      |      |       |      |     |

| Показатель              | Янв.  | Фев.  | Март | Апр. | Май  | Июнь | Июль | Авг. | Сен. | Окт. | Нояб. | Дек.  | Год |
| ----------------------- | ----- | ----- | ---- | ---- | ---- | ---- | ---- | ---- | ---- | ---- | ----- | ----- | --- |
| Средняя температура, °C | −16,1 | −15,3 | −5,6 | 6,1  | 14,8 | 19,3 | 20,0 | 19,2 | 13,0 | 5,2  | −3,2  | −12,8 | 3,7 |
| Источник:               |       |       |      |      |      |      |      |      |      |      |       |       |     |

| Показатель              | Янв.  | Фев.  | Март | Апр. | Май  | Июнь | Июль | Авг. | Сен. | Окт. | Нояб. | Дек. | Год |
| ----------------------- | ----- | ----- | ---- | ---- | ---- | ---- | ---- | ---- | ---- | ---- | ----- | ---- | --- |
| Средняя температура, °C | −15,2 | −13,9 | −4,4 | 7,0  | 14,8 | 19,8 | 20,2 | 19,4 | 13,3 | 5,6  | −3,7  | −12  | 4,2 |
| Источник:               |       |       |      |      |      |      |      |      |      |      |       |      |     |

Несмотря на то, что город находится почти на 400 км южнее самой северной точки Казахстана, район Атбасара (долина реки Жабай) считается самым холодным местом страны. Именно здесь в январе 1893 года была зарегистрирована самая низкая температура (абсолютный минимум) в Казахстане — −57,0 °C.  Если сравнить средние температуры 4 городов — Атбасар, Кокшетау, Есиль, Астаны, то видно, что в Атбасаре всегда холоднее, за исключением тёплого периода с мая по сентябрь и только в сравнении с Кокшетау, который расположен на 178 км севернее.
| Максимальная и минимальная среднемесячная температура в Атбасаре (1936—1998) | Максимальная и минимальная среднемесячная температура в Атбасаре (1936—1998) | Максимальная и минимальная среднемесячная температура в Атбасаре (1936—1998) | Максимальная и минимальная среднемесячная температура в Атбасаре (1936—1998) | Максимальная и минимальная среднемесячная температура в Атбасаре (1936—1998) | Максимальная и минимальная среднемесячная температура в Атбасаре (1936—1998) | Максимальная и минимальная среднемесячная температура в Атбасаре (1936—1998) | Максимальная и минимальная среднемесячная температура в Атбасаре (1936—1998) | Максимальная и минимальная среднемесячная температура в Атбасаре (1936—1998) | Максимальная и минимальная среднемесячная температура в Атбасаре (1936—1998) | Максимальная и минимальная среднемесячная температура в Атбасаре (1936—1998) | Максимальная и минимальная среднемесячная температура в Атбасаре (1936—1998) | Максимальная и минимальная среднемесячная температура в Атбасаре (1936—1998) |
| Месяц                                                                        | Янв                                                                          | Фев                                                                          | Мар                                                                          | Апр                                                                          | Май                                                                          | Июн                                                                          | Июл                                                                          | Авг                                                                          | Сен                                                                          | Окт                                                                          | Ноя                                                                          | Дек                                                                          |
| Самый тёплый, °C                                                             | −10,4 (1983)                                                                 | −10,4 (1983)                                                                 | −3,7 (1990)                                                                  | 9,5 (1995)                                                                   | 16,0 (1955,1968)                                                             | 22,6 (1991)                                                                  | 24,0 (1998)                                                                  | 22,0 (1998)                                                                  | 15,3 (1957)                                                                  | 8,8 (1997)                                                                   | −2,7 (1963,1971)                                                             | −7,8 (1951)                                                                  |
| Самый холодный, °C                                                           | −31,7 (1969)                                                                 | −27,0 (1951)                                                                 | −17,3 (1960)                                                                 | −3,5 (1954)                                                                  | 7,9 (1960)                                                                   | 15,8 (1953,1979,1992)                                                        | 15,7 (1960)                                                                  | 15,2 (1972)                                                                  | 7,6 (1949)                                                                   | −5,6 (1976)                                                                  | −17,3 (1993)                                                                 | −25,4 (1984)                                                                 |
| ---------------------------------------------------------------------------- | ---------------------------------------------------------------------------- | ---------------------------------------------------------------------------- | ---------------------------------------------------------------------------- | ---------------------------------------------------------------------------- | ---------------------------------------------------------------------------- | ---------------------------------------------------------------------------- | ---------------------------------------------------------------------------- | ---------------------------------------------------------------------------- | ---------------------------------------------------------------------------- | ---------------------------------------------------------------------------- | ---------------------------------------------------------------------------- | ---------------------------------------------------------------------------- |

| Солнечное сияние в Атбасаре, часов в день. | Солнечное сияние в Атбасаре, часов в день. | Солнечное сияние в Атбасаре, часов в день. | Солнечное сияние в Атбасаре, часов в день. | Солнечное сияние в Атбасаре, часов в день. | Солнечное сияние в Атбасаре, часов в день. | Солнечное сияние в Атбасаре, часов в день. | Солнечное сияние в Атбасаре, часов в день. | Солнечное сияние в Атбасаре, часов в день. | Солнечное сияние в Атбасаре, часов в день. | Солнечное сияние в Атбасаре, часов в день. | Солнечное сияние в Атбасаре, часов в день. | Солнечное сияние в Атбасаре, часов в день. | Солнечное сияние в Атбасаре, часов в день. |
| Месяц                                      | Янв                                        | Фев                                        | Мар                                        | Апр                                        | Май                                        | Июн                                        | Июл                                        | Авг                                        | Сен                                        | Окт                                        | Ноя                                        | Дек                                        | Год                                        |
| Солнечное сияние, ч                        | 3.3                                        | 5.0                                        | 6.3                                        | 7.8                                        | 9.5                                        | 10.9                                       | 10.4                                       | 9.2                                        | 7.3                                        | 4.3                                        | 3.1                                        | 2.7                                        | 2429.7                                     |
| ------------------------------------------ | ------------------------------------------ | ------------------------------------------ | ------------------------------------------ | ------------------------------------------ | ------------------------------------------ | ------------------------------------------ | ------------------------------------------ | ------------------------------------------ | ------------------------------------------ | ------------------------------------------ | ------------------------------------------ | ------------------------------------------ | ------------------------------------------ |

| Максимальная и минимальная среднемесячная температура в Атбасаре (2000—2025) | Максимальная и минимальная среднемесячная температура в Атбасаре (2000—2025) | Максимальная и минимальная среднемесячная температура в Атбасаре (2000—2025) | Максимальная и минимальная среднемесячная температура в Атбасаре (2000—2025) | Максимальная и минимальная среднемесячная температура в Атбасаре (2000—2025) | Максимальная и минимальная среднемесячная температура в Атбасаре (2000—2025) | Максимальная и минимальная среднемесячная температура в Атбасаре (2000—2025) | Максимальная и минимальная среднемесячная температура в Атбасаре (2000—2025) | Максимальная и минимальная среднемесячная температура в Атбасаре (2000—2025) | Максимальная и минимальная среднемесячная температура в Атбасаре (2000—2025) | Максимальная и минимальная среднемесячная температура в Атбасаре (2000—2025) | Максимальная и минимальная среднемесячная температура в Атбасаре (2000—2025) | Максимальная и минимальная среднемесячная температура в Атбасаре (2000—2025) |
| Месяц                                                                        | Янв                                                                          | Фев                                                                          | Мар                                                                          | Апр                                                                          | Май                                                                          | Июн                                                                          | Июл                                                                          | Авг                                                                          | Сен                                                                          | Окт                                                                          | Ноя                                                                          | Дек                                                                          |
| Самый тёплый, °C                                                             | −7,5                                                                         | −6,7                                                                         | −0,5                                                                         | 10,9                                                                         | 17,6                                                                         | 21,3                                                                         | 23,3                                                                         | 21,2                                                                         | 14,9                                                                         | 7,0                                                                          | 1,4                                                                          | −5,3                                                                         |
| Самый холодный, °C                                                           | −24,9                                                                        | −22,8                                                                        | −13,0                                                                        | 0,6                                                                          | 10,1                                                                         | 16,2                                                                         | 16,5                                                                         | 16,4                                                                         | 9,5                                                                          | 0,2                                                                          | −12,2                                                                        | −22,8                                                                        |
| ---------------------------------------------------------------------------- | ---------------------------------------------------------------------------- | ---------------------------------------------------------------------------- | ---------------------------------------------------------------------------- | ---------------------------------------------------------------------------- | ---------------------------------------------------------------------------- | ---------------------------------------------------------------------------- | ---------------------------------------------------------------------------- | ---------------------------------------------------------------------------- | ---------------------------------------------------------------------------- | ---------------------------------------------------------------------------- | ---------------------------------------------------------------------------- | ---------------------------------------------------------------------------- |

| Минимальное и максимальное количество осадков | Минимальное и максимальное количество осадков | Минимальное и максимальное количество осадков | Минимальное и максимальное количество осадков | Минимальное и максимальное количество осадков | Минимальное и максимальное количество осадков |
| Месяц                                         | Норма (1891—2020)                             | Абс минимум, мм                               | Год                                           | Абс максимум, мм                              | Год                                           |
| Январь                                        | 20                                            | 0,8                                           | 1969                                          | 89                                            | 1907                                          |
| Февраль                                       | 18                                            | 1                                             | 1942                                          | 72                                            | 1928                                          |
| Март                                          | 18                                            | 0,4                                           | 1949                                          | 85                                            | 1919                                          |
| Апрель                                        | 18                                            | 0,5                                           | 1963                                          | 107                                           | 1978                                          |
| Май                                           | 30                                            | 1                                             | 1917                                          | 86                                            | 2015                                          |
| Июнь                                          | 38                                            | 2                                             | 1988                                          | 154                                           | 1999                                          |
| Июль                                          | 47                                            | 1                                             | 1895                                          | 152                                           | 1990                                          |
| Август                                        | 29                                            | 2                                             | 1976                                          | 147                                           | 1911                                          |
| Сентябрь                                      | 21                                            | 0,0                                           | 1957                                          | 100                                           | 1928                                          |
| Октябрь                                       | 22                                            | 1                                             | 1974                                          | 83                                            | 1969                                          |
| Ноябрь                                        | 24                                            | 1                                             | 1967                                          | 85                                            | 1933                                          |
| Декабрь                                       | 20                                            | 2                                             | 1918                                          | 68                                            | 1902                                          |
| Год                                           | 305                                           | 129                                           | 1951                                          | 584                                           | 1928                                          |
| --------------------------------------------- | --------------------------------------------- | --------------------------------------------- | --------------------------------------------- | --------------------------------------------- | --------------------------------------------- |

```
Первые метеорологические наблюдения на территории Акмолинской области были организованы в 1886 году – на метеорологической станции международного обмена Атбасар (периоды наблюдений: 1886-1897гг.; 1901-1919гг.).
```

С 1925 года метеорологическая станция международного обмена Атбасар по настоящее время работает без перерыва в наблюдениях.

### Среднемесячная температура в Атбасаре с 2000 года
| Среднемесячная температура в Атбасаре, с 2000 года по 2023 год, °C | Среднемесячная температура в Атбасаре, с 2000 года по 2023 год, °C | Среднемесячная температура в Атбасаре, с 2000 года по 2023 год, °C | Среднемесячная температура в Атбасаре, с 2000 года по 2023 год, °C | Среднемесячная температура в Атбасаре, с 2000 года по 2023 год, °C | Среднемесячная температура в Атбасаре, с 2000 года по 2023 год, °C | Среднемесячная температура в Атбасаре, с 2000 года по 2023 год, °C | Среднемесячная температура в Атбасаре, с 2000 года по 2023 год, °C | Среднемесячная температура в Атбасаре, с 2000 года по 2023 год, °C | Среднемесячная температура в Атбасаре, с 2000 года по 2023 год, °C | Среднемесячная температура в Атбасаре, с 2000 года по 2023 год, °C | Среднемесячная температура в Атбасаре, с 2000 года по 2023 год, °C | Среднемесячная температура в Атбасаре, с 2000 года по 2023 год, °C | Среднемесячная температура в Атбасаре, с 2000 года по 2023 год, °C | Среднемесячная температура в Атбасаре, с 2000 года по 2023 год, °C |
| Месяц                                                              | Янв                                                                | Фев                                                                | Мар                                                                | Апр                                                                | Май                                                                | Июн                                                                | Июл                                                                | Авг                                                                | Сен                                                                | Окт                                                                | Ноя                                                                | Дек                                                                | Год                                                                | Отклонение от нормы                                                |
| 2000 год                                                           | −14,5                                                              | −12,2                                                              | −9,3                                                               | 7,3                                                                | 10,5                                                               | 19,7                                                               | 19,3                                                               | 17,5                                                               | 11,0                                                               | 0,2                                                                | −11,7                                                              | −13,3                                                              | 2,0                                                                | +0,7                                                               |
| 2001 год                                                           | −14,8                                                              | −14,6                                                              | −3,9                                                               | 6,9                                                                | 16,5                                                               | 17,9                                                               | 17,5                                                               | 17,6                                                               | 10,1                                                               | 3,4                                                                | −2,9                                                               | −15,3                                                              | 3,2                                                                | +1,9                                                               |
| 2002 год                                                           | −7,5                                                               | −6,7                                                               | −0,5                                                               | 3,5                                                                | 10,8                                                               | 16,7                                                               | 19,0                                                               | 17,8                                                               | 14,3                                                               | 3,8                                                                | −3,1                                                               | −19,9                                                              | 4,0                                                                | +2,7                                                               |
| 2003 год                                                           | −17,3                                                              | −16,8                                                              | −13,0                                                              | 0,6                                                                | 15,3                                                               | 16,8                                                               | 17,7                                                               | 20,7                                                               | 13,3                                                               | 2,5                                                                | −10,0                                                              | −10,9                                                              | 1,6                                                                | +0,3                                                               |
| 2004 год                                                           | −17,0                                                              | −12,2                                                              | −9,5                                                               | 4,7                                                                | 14,9                                                               | 19,2                                                               | 20,8                                                               | 18,3                                                               | 14,0                                                               | 5,4                                                                | −2,3                                                               | −14,9                                                              | 3,5                                                                | +2,2                                                               |
| 2005 год                                                           | −16,3                                                              | −21,3                                                              | −5,9                                                               | 3,1                                                                | 14,5                                                               | 19,5                                                               | 20,4                                                               | 17,3                                                               | 12,0                                                               | 6,1                                                                | −2,9                                                               | −12,4                                                              | 2,8                                                                | +1,5                                                               |
| 2006 год                                                           | −24,6                                                              | −15,3                                                              | −3,4                                                               | 7,1                                                                | 13,0                                                               | 20,2                                                               | 18,8                                                               | 16,9                                                               | 13,0                                                               | 4,7                                                                | −4,3                                                               | -5,6                                                               | 3,4                                                                | +2,1                                                               |
| 2007 год                                                           | −9,3                                                               | −14,9                                                              | −13,0                                                              | 4,8                                                                | 15,6                                                               | 17,2                                                               | 20,5                                                               | 18,3                                                               | 13,2                                                               | 6,0                                                                | −5,3                                                               | -13,4                                                              | 3,3                                                                | +2,0                                                               |
| 2008 год                                                           | −24,9                                                              | −15,6                                                              | −1,8                                                               | 6,4                                                                | 14,6                                                               | 18,9                                                               | 22,7                                                               | 19,8                                                               | 10,1                                                               | 7,0                                                                | −1,2                                                               | −12,8                                                              | 3,6                                                                | +2,3                                                               |
| 2009 год                                                           | −15,8                                                              | −18,4                                                              | −7,3                                                               | 4,6                                                                | 12,9                                                               | 18,1                                                               | 18,3                                                               | 17,7                                                               | 12,4                                                               | 5,1                                                                | −5,1                                                               | −15,1                                                              | 2,3                                                                | +1,0                                                               |
| 2010 год                                                           | −22,0                                                              | −22,8                                                              | −9,9                                                               | 4,2                                                                | 14,1                                                               | 21,3                                                               | 19,6                                                               | 21,2                                                               | 13,1                                                               | 4,9                                                                | 0,1                                                                | −13,8                                                              | 2,5                                                                | +1,2                                                               |
| 2011 год                                                           | −22,3                                                              | −18,1                                                              | −10,5                                                              | 6,9                                                                | 12,8                                                               | 18,0                                                               | 19,6                                                               | 16,4                                                               | 14,9                                                               | 5,1                                                                | -10,6                                                              | −20,3                                                              | 1,0                                                                | −0,3                                                               |
| 2012 год                                                           | −22,5                                                              | −22,7                                                              | −7,9                                                               | 10,1                                                               | 14,9                                                               | 20,4                                                               | 22,8                                                               | 19,9                                                               | 12,9                                                               | 5,9                                                                | -4,7                                                               | −22,8                                                              | 2,2                                                                | +0,9                                                               |
| 2013 год                                                           | −16,4                                                              | −14,9                                                              | −5,8                                                               | 7,0                                                                | 11,9                                                               | 17,8                                                               | 18,4                                                               | 17,4                                                               | 11,5                                                               | 3,9                                                                | 0,3                                                                | −8,9                                                               | 3,5                                                                | +2,2                                                               |
| 2014 год                                                           | −17,5                                                              | −20,2                                                              | −5,5                                                               | 4,1                                                                | 14,7                                                               | 19,2                                                               | 16,5                                                               | 20,5                                                               | 9,5                                                                | 2,8                                                                | −8,7                                                               | −11,4                                                              | 2,0                                                                | +0,7                                                               |
| 2015 год                                                           | −18,8                                                              | −15,1                                                              | −9,0                                                               | 3,6                                                                | 14,9                                                               | 19,6                                                               | 19,2                                                               | 17,3                                                               | 11,6                                                               | 2,7                                                                | −7,2                                                               | −5,3                                                               | 2,8                                                                | +1,5                                                               |
| 2016 год                                                           | −19,6                                                              | −9,5                                                               | −3,3                                                               | 8,7                                                                | 11,9                                                               | 16,2                                                               | 19,4                                                               | 19,1                                                               | 12,8                                                               | 0,5                                                                | −12,2                                                              | −12,4                                                              | 2,6                                                                | +1,3                                                               |
| 2017 год                                                           | −14,3                                                              | −15,7                                                              | −8,9                                                               | 5,0                                                                | 13,7                                                               | 19,6                                                               | 19,0                                                               | 19,3                                                               | 11,9                                                               | 2,4                                                                | −2,7                                                               | −13,8                                                              | 3,0                                                                | +1,7                                                               |
| 2018 год                                                           | −24,5                                                              | −17,5                                                              | −10,1                                                              | 3,7                                                                | 10,1                                                               | 16,7                                                               | 20,4                                                               | 17,9                                                               | 11,5                                                               | 5,3                                                                | −5,6                                                               | −17,9                                                              | 0,8                                                                | -0,5                                                               |
| 2019 год                                                           | −16,6                                                              | −15,3                                                              | −4,6                                                               | 5,4                                                                | 12,9                                                               | 16,5                                                               | 21,4                                                               | 18,5                                                               | 11,3                                                               | 7,0                                                                | −10,0                                                              | −11,0                                                              | 3,0                                                                | +1,7                                                               |
| 2020 год                                                           | −10,3                                                              | −9,3                                                               | −5,3                                                               | 9,3                                                                | 17,1                                                               | 17,5                                                               | 21,3                                                               | 19,4                                                               | 11,0                                                               | 4,8                                                                | −6,9                                                               | −16,7                                                              | 4,3                                                                | +3,0                                                               |
| 2021 год                                                           | −18,4                                                              | −16,8                                                              | −9,7                                                               | 5,2                                                                | 17,6                                                               | 18,3                                                               | 21,1                                                               | 21,1                                                               | 10,2                                                               | 4,6                                                                | −6,4                                                               | −12,7                                                              | 2,9                                                                | +1,6                                                               |
| 2022 год                                                           | −16,1                                                              | −12,3                                                              | −10,7                                                              | 8,1                                                                | 14,6                                                               | 18,7                                                               | 20,9                                                               | 17,3                                                               | 13,2                                                               | 4,4                                                                | −7,5                                                               | −17,3                                                              | 2,8                                                                | +1,5                                                               |
| 2023 год                                                           | −15,7                                                              | −16,1                                                              | −3,8                                                               | 5,6                                                                | 14,1                                                               | 18,4                                                               | 23,3                                                               | 19,3                                                               | 12,9                                                               | 6,5                                                                | 1,4                                                                | −15,1                                                              | 3,7                                                                | +2,4                                                               |
| Средние значения                                                   | −17,5                                                              | -15,6                                                              | -7,3                                                               | 5,6                                                                | 13,9                                                               | 18,4                                                               | 19,8                                                               | 18,7                                                               | 12,1                                                               | 4,4                                                                | -5,2                                                               | -14,2                                                              | 2,8                                                                | +1,5                                                               |
| ------------------------------------------------------------------ | ------------------------------------------------------------------ | ------------------------------------------------------------------ | ------------------------------------------------------------------ | ------------------------------------------------------------------ | ------------------------------------------------------------------ | ------------------------------------------------------------------ | ------------------------------------------------------------------ | ------------------------------------------------------------------ | ------------------------------------------------------------------ | ------------------------------------------------------------------ | ------------------------------------------------------------------ | ------------------------------------------------------------------ | ------------------------------------------------------------------ | ------------------------------------------------------------------ |

## Наводнения

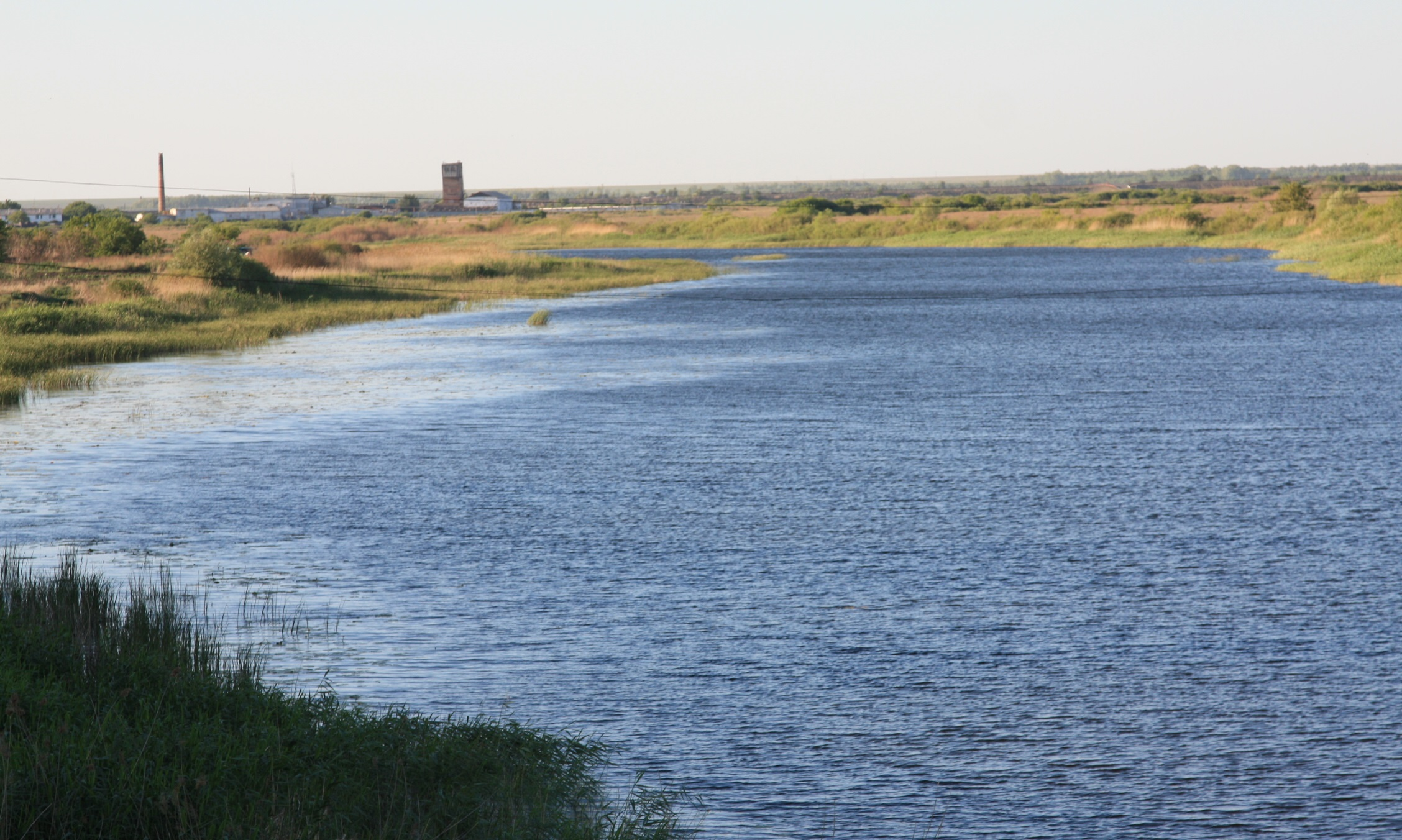
Река Жабай в Атбасаре (вид с высокого правого берега в горсаду)

Город Атбасар за последние несколько лет регулярно подвергается наводнениям. Были крупные наводнения в Атбасаре в 1964, 2009, 2014, 2017, 2024 годах.
В 2009 году угроза исходила от реки Жабай, где резко поднялся уровень воды.
В 2014 году помимо резкого поднятия уровня воды в р. Жабай, вода пришла оттуда, откуда её совсем не ждали: грязные потоки хлынули в Атбасар с полей. Был объявлен режим ЧС республиканского уровня.
В 2017 году в Атбасаре вновь был объявлен режим чрезвычайной ситуации (ЧС) природного характера. Подверглись подтоплению жилые дома, школы, транспортные коммуникации. Кроме того, пострадал скот, огороды, дачные массивы, многие жители потеряли всё имущество и остались без жилья; личные вещи и бытовая техника пришли в негодность. Многие заболели простудными заболеваниями, воспаления органов дыхания, обострение хронических заболеваний, наблюдался рост туберкулеза среди людей, которые проживали в сырых домах. Официальная причина наводнения в г. Атбасаре в 2017 году: природно-климатические условия, выразившиеся в поднятии уровня воды в реках и выхода их из русел вследствие интенсивного снеготаяния. Прорыв земляной дамбы. После прорыва дамбы вода хлынула на город, плюс встречная вода со степей и подъём уровня грунтовых вод за счет давления дамбы спровоцировали больший объём воды. Прогнозы уровня воды оказались ошибочными примерно на 2 метра, поскольку составлялись они без учёта строения дамбы, а для равнинной местности. Таким образом, принятые противопаводковые мероприятия в виде строительства земляного вала (дамбы) усугубили ситуацию. Местное население не было готово к эвакуации, так как надеялись на дамбу. Ущерб был внушительным.
Жабай — правый приток Ишима. Река получила дурную славу из-за регулярных наводнений. В 2014 году река Жабай стала известна всей стране. 8-9 апреля из-за резкого потепления до +14 степные талые воды интенсивно хлынули в реку, где ещё не растаял лёд. Было подтоплено более 550 домов на 12 улицах города, эвакуированы сотни людей. В 2016 году апрель начался с сообщений комитета по ЧС МВД о новом наводнении. «Защитную дамбу на реке Жабай в городе Атбасаре Акмолинской области, в теле которой произошел прорыв шириной четыре метра, удалось восстановить. Создалась угроза подтопления близлежащих домов, 70 человек были эвакуированы. Были приняты оперативные меры по устранению прорыва. В результате наращивания земляной насыпи до высоты 7 м перелив устранен», — заявили в комитете.
В том же месяце уже 2017 года из-за высокого подъёма воды, почти вдвое превышающего критический, защитную дамбу размыло в четырёх местах. Подтоплению подверглись более 600 домов, эвакуированы почти полторы тысячи человек. Уровень воды на 80 сантиметров превысил уровень наводнения 2014 года.
В апреле 2020 года председатель комитета по чрезвычайным ситуациям МВД Владимир Беккер заявил, что в Атбасаре под угрозой подтопления находятся две школы и более 80 жилых домов. По его словам, сотрудники комитета обнаружили повышение уровня воды на реке Жабай в районе города на 70 сантиметров. Беккер также добавил, что в 2019 году из подтопляемой зоны были отселены жители 459 домов. Ещё после наводнения 2014 года специалисты говорили об износе советских плотин, однако пока река не обрушилась на город, кардинально устранять проблему никто не спешил.
В 2016 году дамбой все-таки занялись, но, как сказано выше, следующей весной сооружение прорвало в четырёх местах. Скандал быстро достиг правительства. «Самый критический уровень был 6 метров 10 сантиметров, утром уже 5 метров 70 сантиметров. В настоящее время по факту халатности, допущенной при строительстве плотины, возбуждено уголовное дело, проводится расследование», — заявил в апреле 2017 года министр внутренних дел Калмуханбет Касымов.
По данным Касымова, на дамбу местным органам власти было выделено 200 млн тенге. «Мы возбудили дело, у подрядчика все будем проверять, расследовать. Проведем экспертизу по готовности этой дамбы», — заверил министр.
В конце августа 2017 года антикоррупционной службой был арестован аким Атбасарского района Акмолинской области Андрей Никишов. Он обвинялся в хищении бюджетных средств, выделенных для укрепления дамбы на реке Жабай, а также в получении взяток. По информации сотрудников Нацбюро по противодействию коррупции, Андрей Никишов и его заместитель Айткабыл Серкебаев разработали коррупционную схему. Деньги, отпущенные на ремонт дорог, очистку русла реки, укрепление дамбы и снос затопленных домов, осваивались без проведения необходимых процедур и передавались аффилированным компаниям.
Чиновники были задержаны при получении четырёх млн тенге от директора ТОО «ИшимСтройИнвест» Руслана Бапхоева. Общая сумма полученных взяток составила более 10 млн тенге. «В корыстных целях руководители районного акимата воспользовались чрезвычайной ситуацией в связи с весенними паводками в регионе и разработали схему хищения бюджетных средств, выделенных на ликвидацию её последствий», — говорилось в сообщении антикоррупционного ведомства.
В сентябре 2018 года состоялся суд. Он приговорил Никишова к 10 годам лишения свободы, его бывший заместитель Айткабыл Серкебаев был осужден на восемь лет. Директору ГРГП на ПХВ «Атбасар Су арнасы» Денису Куанышеву назначили штраф в 18 млн тенге, директору ТОО «ИшимСтройИнвест» Руслану Бапхоеву — в 59,9 млн тенге. Предприниматель Куантай Алимжанов и руководитель ТОО «СарЖомарт-2005» Мурат Туркестанов получили по семь лет колонии. В августе 2020 года приговором Акмолинского областного суда Никишов, Серкебаев, Туркестанов и Алимжанов были оправданы по ст. 189 ч. 4 п. 2 УК за недоказанностью события уголовного правонарушения.
Однако приговор в отношении бывшего акима Атбасарского района Никишова и его бывшего зама Серкебаева за получение взяток оставлен без изменения.
По информации Акмолинского областного филиала РГП «Казгидромет», по состоянию на 8 апреля 2024 года в 08:00 вода в реке Жабай в Атбасаре превысила опасный уровень на 8 см.
Уровень воды в реке поднялся на 26 см за 12 часов. Подъем воды вызван обильным поступлением в реку талой воды, а также таянием льда с гидрологической станции. В настоящее время идет дробление льда. В результате ледовых явлений (ледоход, затор) уровень воды может подняться, и река может выйти из берегов. Хотя вода превысила опасный уровень, ее распространения пока не наблюдается, - сообщили в филиале РГП «Казгидромет». "Уровень реки Жабай превысил критическую отметку в 4.45 м и составляет 4.50 м. Проводятся работы по укреплению и возведению дополнительных земляных валов", – сообщили 10 апреля в ДЧС региона. По словам акима Атбасарского района Аманбека Калжанова, из-за резкого увеличения уровня воды на реке Жабай 11 апреля в 04:43 произошел перелив на шести участках земляного вала, что привело к подтоплению.
В настоящее время в зоне риска подтопления в Атбасаре находятся 87 домов.

## Население
| 1923    | 1939    | 1959    | 1970    | 1979    | 1989    | 1999    |
| ------- | ------- | ------- | ------- | ------- | ------- | ------- |
| 6621    | ↘6035   | ↗34 316 | ↗37 228 | ↘36 250 | ↗39 163 | ↘32 288 |
| 2009    | 2021    |         |         |         |         |         |
| ↘30 436 | ↗31 434 |         |         |         |         |         |

| Численность населения | Численность населения | Численность населения | Численность населения | Численность населения | Численность населения | Численность населения | Численность населения |
| 1845                  | 1861                  | 1897                  | 1914                  | 1926                  | 1959                  | 1970                  | 1979                  |
| --------------------- | --------------------- | --------------------- | --------------------- | --------------------- | --------------------- | --------------------- | --------------------- |
| 413                   | ↗1557                 | ↗3038                 | ↗3870                 | ↗6500                 | ↗34 316               | ↗37 228               | ↘36 250               |
| 1989                  | 1991                  | 1999                  | 2004                  | 2005                  | 2006                  | 2007                  | 2008                  |
| ↗39 163               | ↗40 000               | ↘32 288               | ↘28 693               | ↗28 886               | ↘28 794               | ↘28 744               | ↘28 440               |
| 2009                  | 2010                  | 2011                  | 2012                  | 2013                  | 2014                  | 2015                  | 2016                  |
| ↗30 436               | ↘30 308               | ↘30 116               | ↘29 984               | ↘29 853               | ↘29 733               | ↘29 653               | ↗29 726               |
| 2017                  | 2018                  | 2019                  | 2020                  | 2021                  | 2022                  | 2023                  | 2024                  |
| ↘28 888               | ↘28 735               | ↗28 757               | ↘28 618               | ↘28 402               | ↗29 708               | ↗31 014               | ↘30 744               |

В 1930—1940-е годы численность населения района и города возросла за счёт переселенцев из других частей СССР: политические ссыльные, депортированные из Западной Украины и Белоруссии, немцы Поволжья, народы Крыма и Северного Кавказа, эвакуированные из захваченных Германией регионов. 28—29 января и 8—10 февраля 1942 года по распоряжению НКВД были высланы в Атбасар почти все итальянские семьи из Керчи, всего 438 человек.
В Атбасаре (как и Казахстане в целом) проживает масса этнических групп — это наследие эпохи массовых депортаций, когда советское правительство использовало продуваемые ветрами степи в качестве места ссылки для политических заключённых и тех этнических групп, которые казались Сталину недостаточно лояльными.
Освоение целины с середины 1950-х годов привело к значительному росту населения города. Затем рост замедлился и даже сменился естественной и миграционной убылью русскоязычного населения с начала 1990-х годов. С середины 2000-х годов население города практически стабилизировалось как за счёт естественного, так и миграционного прироста (в основном, за счёт миграции казахов из сельских регионов республики (преимущественно Акмолинская область и юг Казахстана)). Последнее связано с изменениями национального состава Атбасара.
Национальный состав города, отличавшийся абсолютным преобладанием европейского (русские около 55 %, немцы, украинцы, белорусы и др.) этноса до конца XX века, находился в активной переходной фазе в период между 1989—1999 годами, и в начале XXI века характеризуется соотношением: две трети европейского и одна треть казахского населения.
С конца 1990-х годов языковая среда города трансформируется из исключительно русскоязычной в двуязычную. За несколько лет казахский язык прочно укрепился во всех сферах жизни города, что объясняется изменением демографической ситуации, а также политикой правительства страны. В Казахстане одна за другой выдвигаются инициативы по дерусификации и десоветизации, которые предполагают переименование городов и улиц с русскими названиями, а также перевод алфавита на латиницу.

Атбасар, жилые дома

Национальный состав (на 1 января 2013 года):
- русские 40 %
- казахи 35 %
- украинцы, немцы, белорусы, татары, ингуши и др. 25 %

Мужчин 13 855 (48,2 %), женщин 14 880 (51,8 %).
- По численности населения Атбасар занимает 51-е место в Казахстане и 4-е в Акмолинской области (после Кокшетау, Степногорска и Щучинска). В Целиноградской области город занимал 2-е место, но в середине 1970-х годов уступил его Степногорску.
- Улица Атбасарская есть в Астане, Алма-Ате, Новокузнецке, Урус-Мартане и в самом Атбасаре.
- Атбасарский переулок есть в Астане и Бишкеке.
- До 1920-х годов в Омске была улица Атбасарская (теперь это 9-я Линия). В период начала XX века Омск был административным центром Акмолинской области, так что и топонимы были связаны с названиями уездов: Акмолинская, Атбасарская и Кокчетавская (теперь 8-я Линия) улицы носили названия в честь одноимённых казачьих станичных правлений.
- Населенные пункты со схожим названием: Атбазар (Наманганская область, Узбекистан), Атбара (Судан), Атабаска (Канада).
- Несмотря на своё малое население, город занимает большую территорию для такой численности в силу особенностей архитектуры (велика доля среди зданий частных домов одноэтажной застройки).

## Религия
Ислам

Атбасар, мечеть

- Атбасар, мечетьВ городе действует новая мечеть. Также имеется историческая мечеть, начала XX века постройки.

Христианство
- Православие представлено РПЦ. Атбасар административно является центром Атбасарского городского благочиние Кокшетауской и Акмолинской епархии Казахстанского митрополичьего округа Русской православной церкви (МП).
- Римско-католическая церковь. Католичество на территории города Атбасар административно относится к Кокшетаускому деканату Архиепархии Пресвятой Девы Марии. РО «Римско-католический приход Святого Духа»

## Транспорт
Атбасар является крупной станцией на железнодорожной магистрали Тобол — Есиль — Астана. Здесь останавливаются все проходящие пассажирские поезда в Алма-Ату, Аркалык, Костанай, Актобе, Атырау, Мангышлак.

Атбасар, район вокзала, вид с высоты птичьего полёта

Из Атбасара по железной дороге можно было доехать без пересадок до 110 городов. Всего через ст. Атбасар проходили 24 скорых и пассажирских поезда. Среди самых дальних пунктов: Адлер (3431 км), Киев (3415 км), Санкт-Петербург (3170 км). Весной 2016 года пассажирские поезда из Нур-Султана в Москву и Санкт-Петербург через Атбасар были отменены.

Атбасар, вид с высоты птичьего полёта

Через город проходят автомагистрали на Нур-Султан, Костанай и P12 Кокшетау. От автовокзала отправляются многочисленные межобластные, внутриобластные и пригородные маршруты.
Городской общественный транспорт развит слабо и представлен всего несколькими автобусными маршрутами. Широкое распространение получили обычные такси. Состояние дорог оставляют желать лучшего. Автомобили по городу пробираются с трудом, по причине отсутствия нормального дорожного покрытия — всюду выбоины в старом асфальте, который давно нуждается в замене. Пешеходные тротуары в городе практически исчезли.
Аэропорт Атбасар (в данное время[какое?] не функционирует, на его месте базируется несколько самолётов АН-2 сельхозавиации), расположен в нескольких километрах к северу от города. В списке Международной ассоциации воздушного транспорта ему присвоен индивидуальный код ATX. Аэропорт имеет две небольшие взлетно-посадочные полосы с грунтовым покрытием и их длина составляет 1500 метров, которые достаточны для взлёта самолётов Ан-24. Терминал (сейчас полностью разрушен) был расположен на высоте 308 метров над уровнем моря.
- При проектировании Транссибирской магистрали 12 (24) декабря 1890 года особое совещание рассмотрело докладную записку министра путей сообщения Российской империи А. Я. Гюббенета о выборе начального пункта Сибирской железной дороги. В ней министр представил три варианта[24][25]:

- Тюмень, Ялуторовск, Тюкалинск, Каинск, Мариинск, Ачинск, Красноярск, Канск, Нижнеудинск (2474 версты) — самый короткий путь, в то же время потребовал бы дополнительного сооружения дороги от Нижнего Новгорода до Перми длиной 1000 вёрст;
- Оренбург, Орск, Атбасар, Акмолинск, Павлодар, Бийск, Минусинск, Нижнеудинск (проект Н. В. Копытова 1889 года, 3400 вёрст) — самый неудачный, потому что имеет как наибольшую протяжённость трассы, так и максимальное расстояние от Москвы до Нижнеудинска (4820 вёрст);
- Миасс, Челябинск, Курган, Петропавловск, Омск и далее на восток до Нижнеудинска (проект К. Н. Посьета, 2683 версты) — наиболее предпочтительный, так как идёт по наиболее населённой и плодородной местности Сибири, а расстояние от Москвы до Нижнеудинска всего на 209 вёрст длиннее, чем в тюменском варианте.
В итоге, железная дорога «пришла» в Атбасар только спустя полвека.
- В знаменитом фильме Эльдора Уразбаева Транссибирский экспресс (Казахфильм, 1977) с Асанали Ашимовым в главной роли в эпизоде (на 53-й минуте) название селения, из которого одна из героинь, девушка-казашка Айжан (Наталья Аринбасарова), очень похоже на «Атбасар». По сюжету фильма события происходят в октябре 1927 года, однако рабочее движение на железнодорожной линии Карталы — Атбасар — Акмолинск было открыто не ранее 1940 года. Транссибирская магистраль проходила через местность, где теоретически могло быть казахское население в районе Петропавловска (линия Омск — Курган), что почти на 350 км севернее Атбасара.
- Пассажиры авиарейса Астана — Москва могут увидеть (если повезёт) Атбасар и одноимённый район с высоты нескольких тысяч метров из иллюминатора самолёта по левому борту примерно через 23 минуты после начала взлёта.
- В 1983 году от ст. Экибастуз до ст. Карталы (1116 км) через ст. Атбасар впервые в мировой практике совместно учёными ВНИИЖТ и специалистами Целинной железной дороги был успешно проведён сверхтяжеловесный поезд, гружённый 30 000 т угля. В 1986 году на 300-километровом участке был проведён на тот период времени самый тяжеловесный состав в мире — 440 вагонов общим весом 43 407 тонн, длина поезда достигла 6,5 км.

### Узкоколейная железная дорога

Памятная доска на здании вокзала (восстановленная)

Памятная доска на здании вокзала (оригинальная)

Атбасарская сеть узкоколейных железных дорог обязана своим появлением плану освоения целинных и залежных земель. Одной из главных проблем, с которой пришлось столкнуться при освоении целины, была неразвитость дорожной сети. Отсутствие дорог не только затрудняло доставку на вновь осваиваемые земли сельскохозяйственной техники и других необходимых грузов, но и грозило потерей собранного урожая зерна из-за невозможности его своевременного вывоза.
Стандартным для того времени вариантом решения транспортной проблемы могло бы явиться ускоренное строительство автомобильных дорог. Однако был утверждён к реализации более оригинальный вариант: среди прочих объектов, в районах освоения целинных и залежных земель было решено построить несколько узкоколейных железных дорог, имеющих значительную протяжённость.
Считается, что инициатором нестандартного решения был лично Н. С. Хрущёв (первый секретарь ЦК КПСС, фактический руководитель СССР в 1953—1964 годах). Предполагалось, что узкоколейные железные дороги станут основными путями сообщения в целинных районах, по ним будут подвозиться все необходимые грузы для строящихся посёлков, будет производиться доставка топлива и вывоз зерна, а также пассажирские перевозки. Намечалось строительство двух гигантских магистралей колеи 750 мм: меридиональной (Курган — Пески-Целинные — Тахтаброд — Атбасар), и широтной (Кустанай — Пески-Целинные — Кокчетав — Иртышск). Суммарная протяжённость единой сети составила бы свыше тысячи километров.

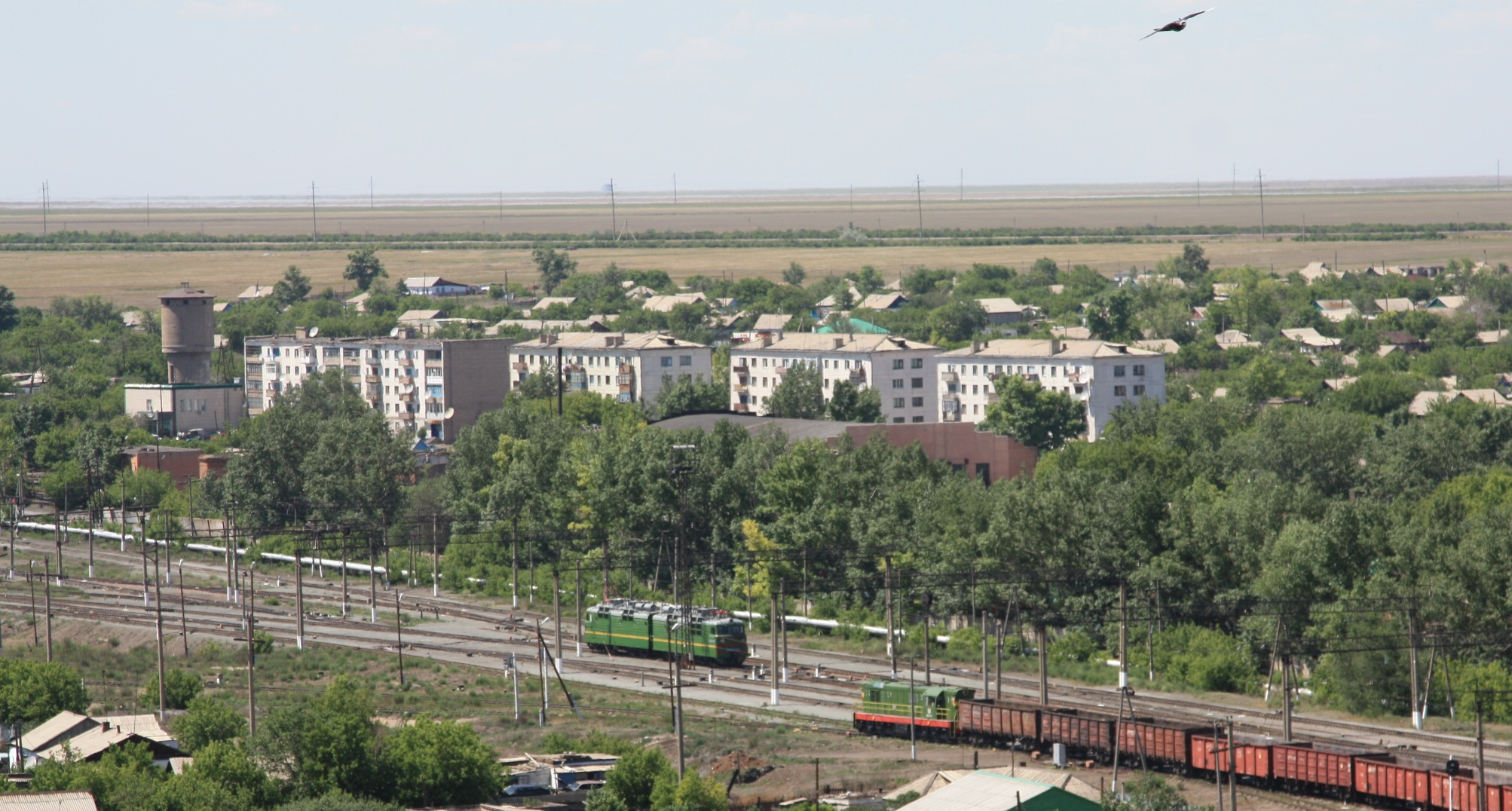
Район на западе города

План строительства единой сети узкоколейных железных дорог не был реализован. Построенные линии были намного скромнее по своим масштабам, они не были взаимосвязаны. В 1954 году началось строительство узкоколейной железной дороги вблизи города Атбасара Акмолинской области. Первые участки пути были уложены в том же году, временное движение на участках Атбасар — Бараккуль и Атбасар — Краснознаменская было открыто в августе 1955 года. В 1957 году они были приняты в постоянную эксплуатацию, в 1958 году участок Бараккуль — Тахтаброд, а в 1960 году участок Бараккуль — Балапан.
Первоначально на узкоколейной железной дороге использовались паровозы. Однако уже в 1956 году в Атбасар поступили тепловозы ТУ2, построенные Калужским машиностроительным заводом. Тепловоз ТУ2 был спроектирован специально для работы на целинных узкоколейных железных дорогах. В некоторых газетных публикациях того времени его называли «кораблём целины».
На южной окраине города Атбасара была построена станция Атбасар II — главная на узкоколейной железной дороге. На ней появилось локомотивное депо, вокзал и другие сооружения. Станция протянулась в длину почти на два километра, на ней было несколько десятков путей.
Имелся соединительный участок между станцией Атбасар II и станцией Атбасар I (главная городская станция, расположенная на железнодорожной линии Тобол — Целиноград). Он пролегал параллельно пути широкой колеи. Перевалка грузов из вагонов широкой колеи в вагоны узкой колеи производилась в основном на станции Атбасар II. Участок от станции Атбасар II до станции Атбасар I использовался для доставки зерна на элеватор, расположенный у станции Атбасар I, напротив главного железнодорожного вокзала.
По состоянию на 1970 год протяжённость линий узкоколейной дороги составляла 277 километров (118 километров — участок Атбасар II — Краснознаменская, 120 километров — участок Атбасар II — Тахтаброд, 36 километров — участок Бараккуль — Балапан, 3 километра — участок Атбасар II — Атбасар I).
С 1964 года, после прихода на пост Генерального секретаря ЦК КПСС Л. И. Брежнева, отношение к «целинным» узкоколейным железным дорогам поменялось. Новый руководитель страны подверг критике многие идеи своего предшественника, в том числе и идею строительства узкоколейных железных дорог в районах освоения целинных и залежных земель. Развитие целинных узкоколейных железных дорог после 1964 года прекратилось. Стали использоваться только четыре «степные магистрали» (в Шильде, Булаеве, Ковыльной, Атбасаре). Атбасарская сеть узкоколейных железных дорог как по протяжённости, так и по объёму перевозок заметно превосходила остальные.
Участок Бараккуль — Балапан занимал особое место. Он появился благодаря началу разработки урановой руды месторождения «Балкашинское». В 1956 году вблизи месторождения началось строительство посёлка Шантобе. В 1957 году началась добыча урановой руды, первоначально она велась открытым способом — в карьерах на окраине Шантобе. В 1960 году был принят в постоянную эксплуатацию участок узкоколейной железной дороги протяжённостью 36 километров от станции Бараккуль до станции Балапан, расположенной в посёлке Шантобе.
Урановая руда является стратегическим сырьём, необходимым для производства ядерного оружия и топлива для атомных электростанций. Вплоть до начала 1990-х годов факт добычи урановой руды был засекречен. Посёлок Шантобе являлся «закрытым» населённым пунктом, его жителей обязывали заявлять, что на шахте добывается сырьё для производства удобрений. О добыче «удобрений» рассказывали и ученикам шантобинских школ. Участок узкоколейной железной дороги Бараккуль — Балапан обслуживался МПС, однако не обозначался в большинстве общедоступных схем и атласов железных дорог. Пассажирские поезда на участке Бараккуль — Балапан не отображались в общедоступных расписаниях движения поездов.
Несмотря на низкую скорость, пассажирские перевозки имели важное значение для жителей степных районов, особенно в зимнее время, когда движение по автомобильным дорогам бывает затруднено из-за снежных заносов. На станции Атбасар II имелся вокзал, который в обиходной речи называли «Казанским вокзалом», что подчёркивало его важность (на Казанский вокзал Москвы прибывали следовавшие через Атбасар скорые поезда). Для пересадки с поезда широкой колеи на поезд узкой колеи пассажиры пользовались городским автобусом.
В конце 1991 года была объявлена независимость Казахстана. За этим последовал катастрофический упадок в экономике и бегство значительной части русскоязычного населения. Привычным для Казахстана «пейзажем» стали развалины заводов и зернотоков, наполовину опустевшие, а нередко и практически полностью вымершие города и посёлки со множеством заброшенных многоэтажных домов. Одна из крупнейших узкоколейных железных дорог СССР за короткое время была приведена в почти нерабочее состояние.
В 1990-х годах на фоне сокращения как пассажирских так и грузовых перевозок узкоколейная железная дорога почти полностью пришла в упадок. Использование железнодорожного транспорта было оправданным лишь при больших объёмах грузоперевозок, но после их многократного сокращения стало дешевле использовать автомобильный транспорт. В 2013 году дорога была варварски разобрана неустановленными лицами.

### Детская железная дорога

Детская железная дорога

К моменту разделения в 1977 году Казахской железной дороги на Западно-Казахстанскую, Алма-Атинскую и Целинную вновь остро встал вопрос о нехватке железнодорожных кадров. Памятуя о том, как помогли после войны в его решении Целиноградская и Карагандинская детские железные дороги, тогдашний начальник Целинной магистрали Николай Петрович Овсяник счёл нужным пойти по тому же пути, аналогично поступили и начальники других дорог. Так началась вторая волна строительства ДЖД в Казахстане. В конце 70-х годов одновременно в нескольких городах (Кокчетав, Кустанай, Павлодар, Семипалатинск, Щучинск, Чимкент) были построены детские магистрали.
В ноябре 1979 года Атбасар также вошёл в число «избранных» городов СССР, получивших детскую железную дорогу. «Малую магистраль» удавалось построить далеко не в каждом крупном городе, её не было даже в Москве. Факт появления детской железной дороги в районном центре с населением около 35 тысяч жителей стал неординарным событием.
Детская железная дорога находилась на восточной окраине города, на левом берегу р. Жабай (в районе Заречное), недалеко от «большой магистрали». Представляла собой кольцевую узкоколейную линию с минимальным путевым развитием. Протяжённость — около 1 километра. Имелись две станции — Балапан и Атбасар. Была названа именем первой женщины-космонавта В. В. Терешковой.
Детская железная дорога не составляла единой сети с узкоколейной железной дорогой Краснознаменская — Атбасар — Шантобе. Подвижной состав (тепловоз ТУ2-024, три вагона Pafawag) был доставлен из депо Атбасар II с помощью большегрузных автомобилей.
После 1993 года работа детской железной дороги прекратилась. В последующие годы она была полностью разобрана.

## Учебные заведения

Средняя школа (бывшая № 146)

В городе имеется 8 школ, обеспечивающих среднее образование, ЦОР (центр олимпийского резерва) для подготовки участников предметных олимпиад. 2 октября 2000 года открыт Атбасарский филиал Аграрного университета им. С. Сейфуллина на базе ПТЛ № 9, ныне названный как ИТК № 1, где осуществляется обучение на двух факультетах: энергетическом и профессионально-техническом. Имеются также филиал экономико-юридического колледжа г. Нур-Султана и профессионально-техническая школа № 17.

## СМИ
С 24 сентября 1930 года издаётся еженедельная общественно-политическая районная газета на русском языке «Простор». Учреждена решением Атбасарского районного исполкома Совета рабочих, крестьянских и красноармейских депутатов № 11 от 27 августа 1930 года. Первоначально называлась «Знамя колхоза», в 1956 году газету переименовали в «Знамя коммунизма», а в 1962 году — в «Простор». В настоящее время выходит еженедельно по пятницам. В июле 1992 начала выпускаться районная газета на казахском языке «Атбасар». Также издаются газеты рекламно-развлекательного содержания «Литера» и «Формат». С начала 2000-х годов работает телерадиокомплекс, включающий в себя радио «Салем» и информационную телепрограмму «Айна».

## Сотовая связь
Операторы, представленные в Атбасаре: Altel, Activ, Beeline, Tele2.

## Культура

Районный Дом культуры

С 1976 года открыты двери районного Дома культуры, оснащённого концертным залом, костюмерной, помещениями для занятий танцами, выставочным залом и спотрзалом. Центральная районная библиотека обслуживает читателей с 1914 года, с 1986 года ей присвоено имя известного писателя Казахстана, уроженца города Атбасар Ильяса Есенберлина. С недавних пор 6 июня празднуется день города: акимат города устраивает народные гуляния на центральной площади города, межрайонные конноспортивные соревнования (байга, кокпар), конкурс юрт.

## Здравоохранение

Центральная районная больница

В 1973 году сдано здание типовой поликлиники на 500 посещений в смену. В 1974 году введён в действие главный корпус центральной районной больницы. В городе функционируют станция скорой помощи, центр крови, санитарно-эпидемиологическая станция, родильный дом, диализный центр и многочисленные частные медицинские структуры (аптеки, стоматологии).

## Промышленность

Комбинат хлебопродуктов, район ЖБК-КБИ

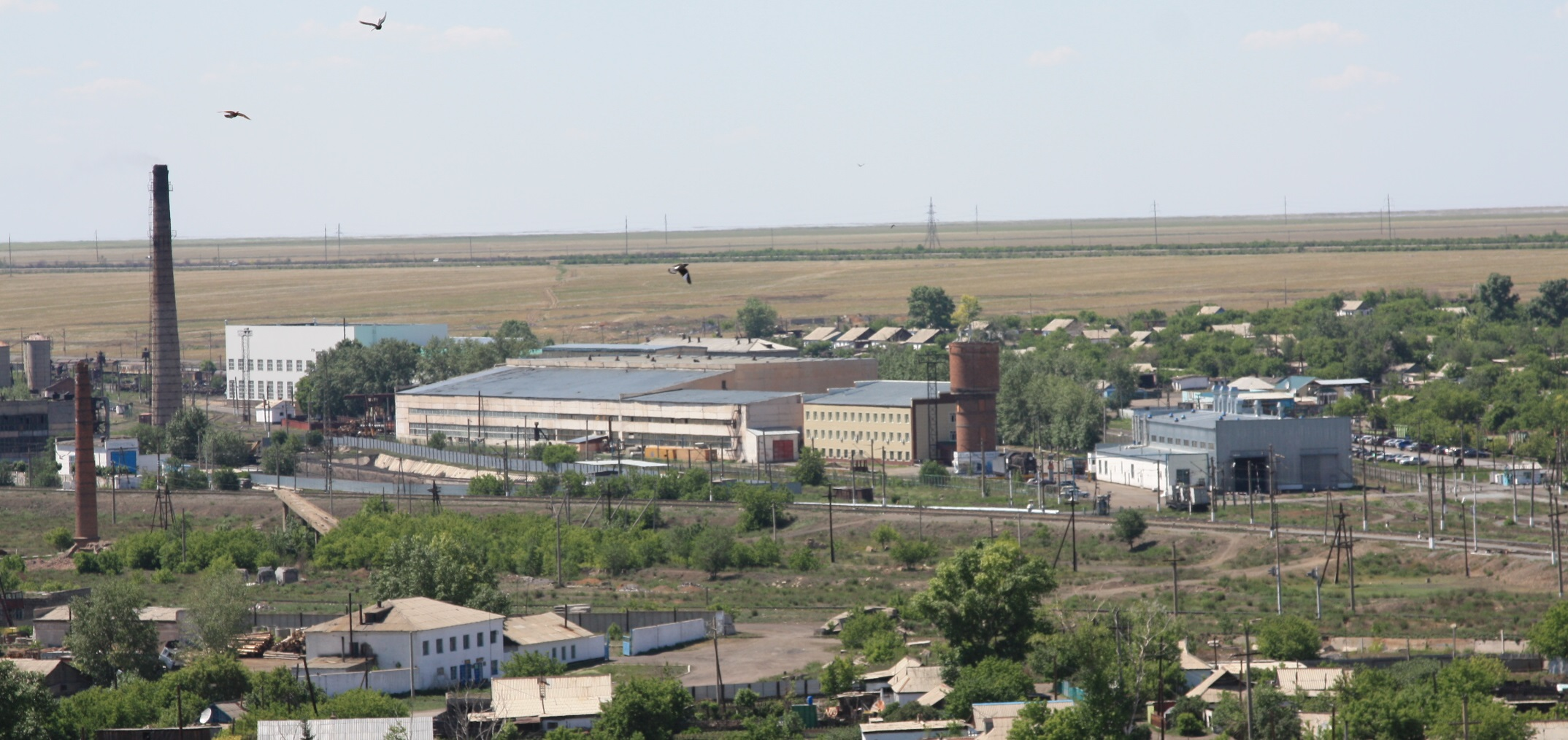
Локомотивное депо

- Железнодорожный узел (в том числе главная станция крупнейшей в Казахстане узкоколейной железной дороги).
- Центр переработки сельскохозяйственного сырья.
- Пищевая промышленность.
- Завод железобетонных конструкций (ЖБК), ранее имевший союзное значение и ныне несуществующий.
- Завод керамзитобетонных изделий (КБИ), ныне несуществующий.
- Пивзавод (Атбасар-2), ныне несуществующий.
- Мясокомбинат (Атбасар-2), ныне несуществующий.
- ТОО «Интер трайд» (Атбасар-2) — производство муки.
- Локомотивное депо.
- Атбасарский ремонтно-механический завод — капитальный и текущий ремонт узлов и агрегатов тракторов, изготовление запасных частей к сельхозмашинам, производство технического и медицинского кислорода.
- Комбинат хлебопродуктов (КХП).
- Электровозоремонтный завод.
- ТОО «Атбасарские мельницы».
- Автотранспортное предприятие (АТП) (ныне недействующий).
- Сельхозхимия (ныне недействующий).
- Автобусный парк (ПАТП).
- Спец ПМК 3, ныне ресторан «Дарина» (Специализированная передвижная колонна).
- Межколхозстрой-ПМК-74 (Передвижная механизированная колонна).

## Историко-краеведческий музей

Историко-краеведческий музей

Музей был открыт 25 ноября 1978 года на базе краеведческих материалов Атбасарской городской библиотеки № 2. Своим созданием Атбасарский историко-краеведческий музей обязан удивительной женщине Кларе Амировой, именно её усилиями было собрано большинство экспонатов и проведена вся организационная работа. Здание музея, построенное в 1911 году, является памятником истории и архитектуры. После революции здесь размещался первый революционный уездный комитет во главе с комиссаром полка им. С.Разина Виденеевым Н. Д. Экспозиция музея размещена в 12 залах двухэтажного здания и рядом с ним. Количество экспонатов в фондах музея — 9642, из них 5367 единиц — подлинные. В экспозицию включены следующие разделы:
- животный и растительный мир;
- культура и быт казахского народа;
- этнография переселенцев;
- история края в период с 1914 г. по 1937г;
- Атбасар — тыловой город (1941—1945 гг.);
- освоение целинных и залежных земель;
- современный Казахстан.

## Достопримечательности
В период интенсивного строительства в 1970-е — 1980-е годы историческая застройка XIX-нач. XX в. сильно пострадала. Так, было снесено одно из ранних зданий, построенное ещё в 1854 г. в Атбасарской станице , — типовая одноэтажная каменная солдатская казарма, вытянутая в плане, под железной кровлей с кухней и магазином. В последнее время в нём располагался Атбасарский техникум механизации сельского хозяйства.

Памятник первоцелинникам

Немногие сохранившиеся памятники истории и культуры рубежа XIX-нач. XX вв. расположены в старой части города.
- Жилой дом купца Волоснякова с магазином, кон. XIX в., ул. Победы. В 1970-х годах здание занимала детская музыкальная школа.
- Жилой дом купца С.Белова с лавкой, кон. XIX в., ул. Бегельдинова. Занимает большой дворовый участок между двумя параллельными улицами. Образец жилой купеческой застройки с комплексом строений с торговыми и жилыми функциями. Лавка — типичный пример небольшой торгово-складской постройки периода эклектики.
- Жилые дома кон. XIX-нач. XX в. Расположены в старой части города в квадрате улиц Победы, Валиханова, Ирченко, Либкнехта. Характеризуют историческую жилую застройку Атбасара этого периода. Представляют собой двухэтажные срубы из брёвен.
- Дом, в котором родился и жил Ильяс Есенберлин, 1890, ул. Есенберлина, 47. Дом — одноэтажный деревянный сруб. На нём установлена мемориальная доска с текстом на русском и казахском языках.
- Гимназия (вспомогательная школа), нач. XX в., ул. Победы,61. Находится в старой части города. Было построено для высшего начального училища в 1909, затем здесь размещалась гимназия. В годы Великой Отечественной войны в здании располагался эвакуационный госпиталь.Памятник воинам-землякам, погибшим в годы Великой Отечественной войны

Памятник воинам-землякам, погибшим в годы Великой Отечественной войны

- Городская усадьба купца А.Белова (Историко-краеведческий музей), 1911, ул. Победы, 28. Занимает квартальный участок. Принадлежала крупнейшей купеческой фамилии города Беловым. Представляет собой комплекс построек расположенных по периметру участка: главный дом, флигель для служащих, конюшня. В 1917—1918 в здании находился уездный Совет депутатов.
- Мечеть, нач. XX в., ул. Победы. Расположена в старой части города напротив усадьбы купца А.Белова.
- Братская могила борцов за установление Советской власти, 1919. Находится в старой части города рядом с вспомогательной школой. Здесь похоронены участники Мариинского восстания, расстрелянные колчаковцами. В 1921 на братской могиле был установлен деревянный обелиск. В 1967 установлен бетонный обелиск.
- Памятник Адильбеку Майкутову (1876—1919) — одному из организаторов Советской власти в районе, который 20 июня 1919 года был расстрелян колчаковцами в окрестностях г. Атбасар. Бюст А. Майкутова был установлен на высокий постамент в виде усечённой пирамиды в парке железнодорожников. Ныне утрачен.
- Памятник В. И. Ленину. Был установлен на главной городской площади в конце 1970-х годов. В 1990-е годы перенесён в старую часть города рядом со вспомогательной школой (бывшей гимназией).
- Памятник воинам-землякам, погибшим в годы Великой Отечественной войны. Расположен в сквере Победы.
- Памятник первоцелинникам. Установлен в 1970 при въезде с юго-востока в город на пересечении трёх магистралей. 5 марта 1954 в Атбасар прибыл первый эшелон с первоцелинниками. Их было 300 человек. Трактор С-80 с прицепом, выпущенный Челябинским заводом, установлен на постамент в память об этом событии. Таких тракторов в 1954—1955 на целину в Акмолинскую область поступило около 20 тыс.
- Памятная доска на здании железнодорожного вокзала со стороны перрона с текстом «Сюда в марте 1954 года прибыл первый отряд посланцев Ленинского комсомола-покорителей целины. Открыто в честь 50-летия ВЛКСМ» (в 1968 году). Во время ремонта вокзала, в марте 2015 года, оригинальная доска была утрачена. Была изготовлена заново и установлена на прежнем месте в мае 2017 года.
- Памятник воинам-интернационалистам, погибшим в Афганистане. Расположен в сквере Победы с правой стороны от входа.

Памятник И. Есенберлину

- Памятник И. ЕсенберлинуЛитературный музей Ильяса Есенберлина, 1999. В музее хранится около 2000 экспонатов: личные вещи писателя, письма, книги и рукописи, домбра, фотографии семьи и даже рабочий стол, за которым он писал свои произведения. За свою жизнь Есенберлин написал девятнадцать романов и две трилогии («Кочевники», «Золотая Орда»), которые переведены на 30 языков мира, включая японский. Исторические романы Есенберлина являются значимым событием в культуре Казахстана.
- Памятник писателю Ильясу Есенберлину. Установлен на главной площади города в сентябре 2015 года к 100-летию со дня рождения.
- Крупные наводнения в Атбасаре были в 1964, 2014 и 2017 годах. В 2017-м уровень воды на реке Жабай превысил 6 метров — почти вдвое выше критической отметки. Вода сравнялась с крышами домов в частном секторе. В негодность пришли около 600 домов. Людей эвакуировали, а спустя год предоставили им квартиры в специально построенных 45-квартирных домах. В 2018-м акима Атбасарского района Андрея Никишова по обвинению в хищениях при строительстве дамбы приговорили к 10 годам тюрьмы.

## Галерея
| - Панорама Атбасара - «Горбатый» мост, район восточнее Атбасара - Атбасар, вид из самолёта, 8 августа 2019 года - Район «Крылечко» |